# 2014
2014 (MMXIV) a fost un an obișnuit al calendarului gregorian, care a început într-o zi de miercuri. A fost al 2014-lea an d.Hr., al 14-lea an din mileniul al III-lea și din secolul al XXI-lea, precum și al 5-lea an din deceniul 2010-2019. A fost desemnat:
- Anul Internațional al Micilor Fermieri.[1]
- Anul Internațional al Cristalografiei.[1]
- Anul orașelor Umeå (Suedia) și Riga (Letonia), numite Capitale Europene ale Culturii

## Evenimente

### Ianuarie
- 1 ianuarie: Letonia a adoptat oficial moneda euro devenind cea de-a 18-a țară din Zona euro.
- 1 ianuarie: Grecia a preluat președinția Uniunii Europene.
- 1 ianuarie: Cetățenii români și bulgari au acces nerestricționat la piața muncii din Austria, Belgia, Malta, Luxemburg, Olanda, Spania, Marea Britanie, Franța, Germania. Ridicarea restricțiilor pentru români și bulgari, conform tratatului unional, a stârnit un val de nemulțumire în rândul britanicilor.

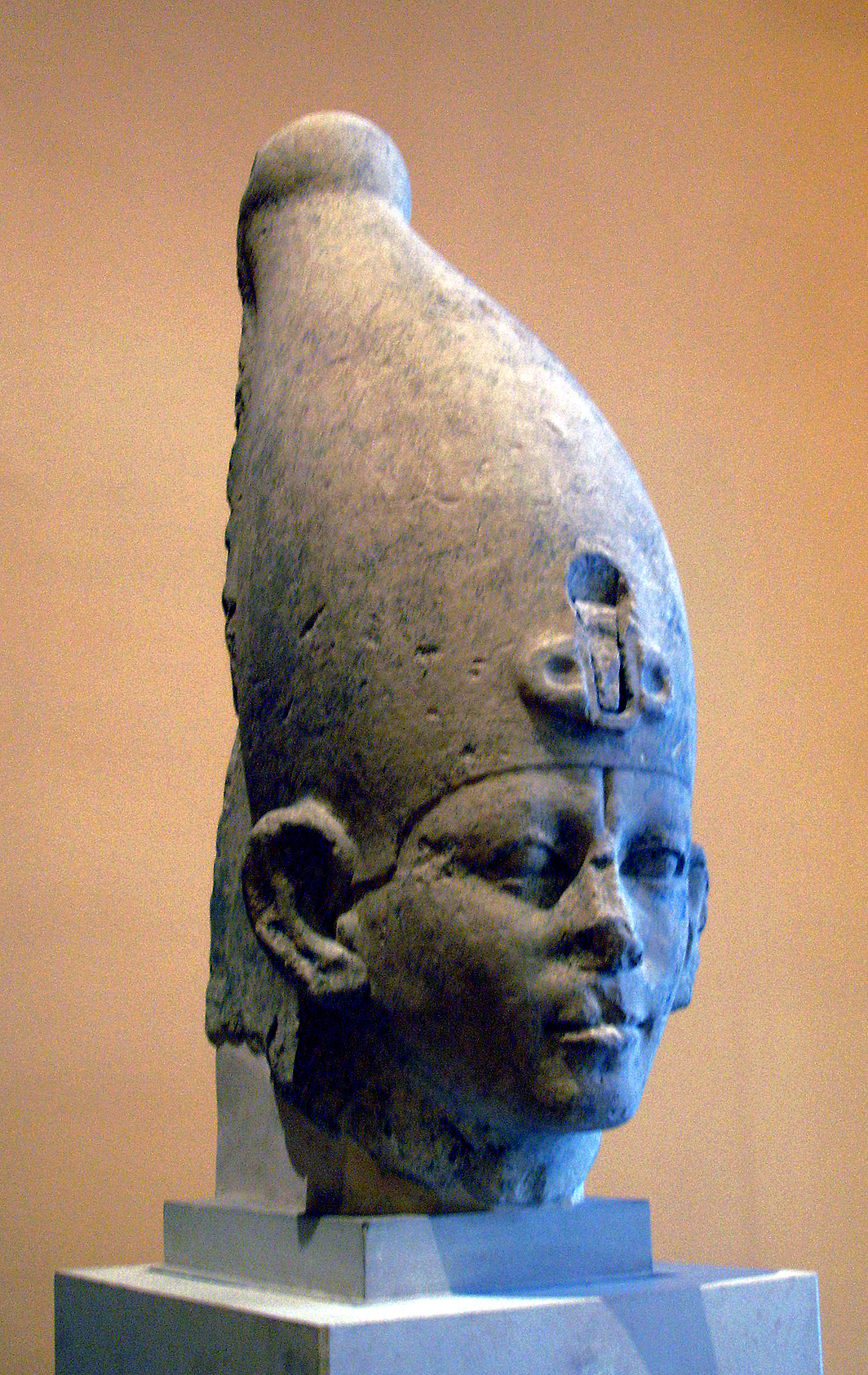
6 ianuarie: La aproximativ un an după ce un sarcofag a fost descoperit în Egipt, arheologii l-au identificat ca aparținând faraonului Sobekhotep I. Sarcofagul vechi de 3.800 de ani a fost descoperit de arheologi americani și egipteni în situl Abydos din apropiere de Sohag.

- 2 ianuarie: Conform dezvăluirilor Academiei Regale Suedeze, după 5 decenii, timp în care nominalizările rămân secrete, pe lista scurtă de 6 candidați ai Premiului Nobel pentru Literatură în 1963, care în cele din urmă a fost acordat poetului grec Giorgos Seferis, s-au aflat scriitorii Samuel Becket și Vladimir Nabokov.[2]
- 6 ianuarie: Fostul premier Adrian Năstase (PSD) a fost condamnat la 4 ani de închisoare pentru luare de mită.
- 6 ianuarie: La aproximativ un an după ce un sarcofag a fost descoperit în Egipt, arheologii l-au identificat ca aparținând faraonului Sobekhotep I. Sarcofagul vechi de 3.800 de ani a fost descoperit de arheologi americani și egipteni în situl Abydos din apropiere de Sohag.[3]
- 13 ianuarie: Pelicula 12 ani de sclavie a câștigat Premiul Globul de Aur pentru cel mai bun film dramatic iar Țeapă în stil american Premiul Globul de Aur pentru cel mai bun film muzical/comedie.
- 20 ianuarie: S-a produs Accidentul aviatic din Munții Apuseni, soldat cu 2 morți și 5 răniți.
- 22 ianuarie: Oameni de știință de la Agenția Spațială Europeană și alte instituții au detectat pentru prima oară prezența vaporilor de apă în jurul asteroidului Ceres, cel mai mare corp ceresc al centurii principale de asteroizi, situată între orbitele planetelor Marte și Jupiter.[4]
- 24 ianuarie: Foștii miniștri Zsolt Nagy (UDMR) și Tudor Chiuariu (PNL) au fost condamnați penal pentru abuz în serviciu la patru, respectiv trei ani și șase luni de închisoare, cu suspendarea executării pedepsei.
- 26 ianuarie: Administrația Națională de Meteorologie emite pentru prima dată în România codul roșu din cauza cantităților mari de zăpadă și a vitezei vântului, pentru județele Buzău, Brăila și Vrancea.
- 28 ianuarie: Mikola Azarov, prim-ministru al Ucrainei, a demisionat în urma protestelor de masă.
- 30 ianuarie: Fostul ministru Relu Fenechiu (PNL) a fost condamnat la cinci ani de închisoare pentru infracțiuni de corupție.

### Februarie

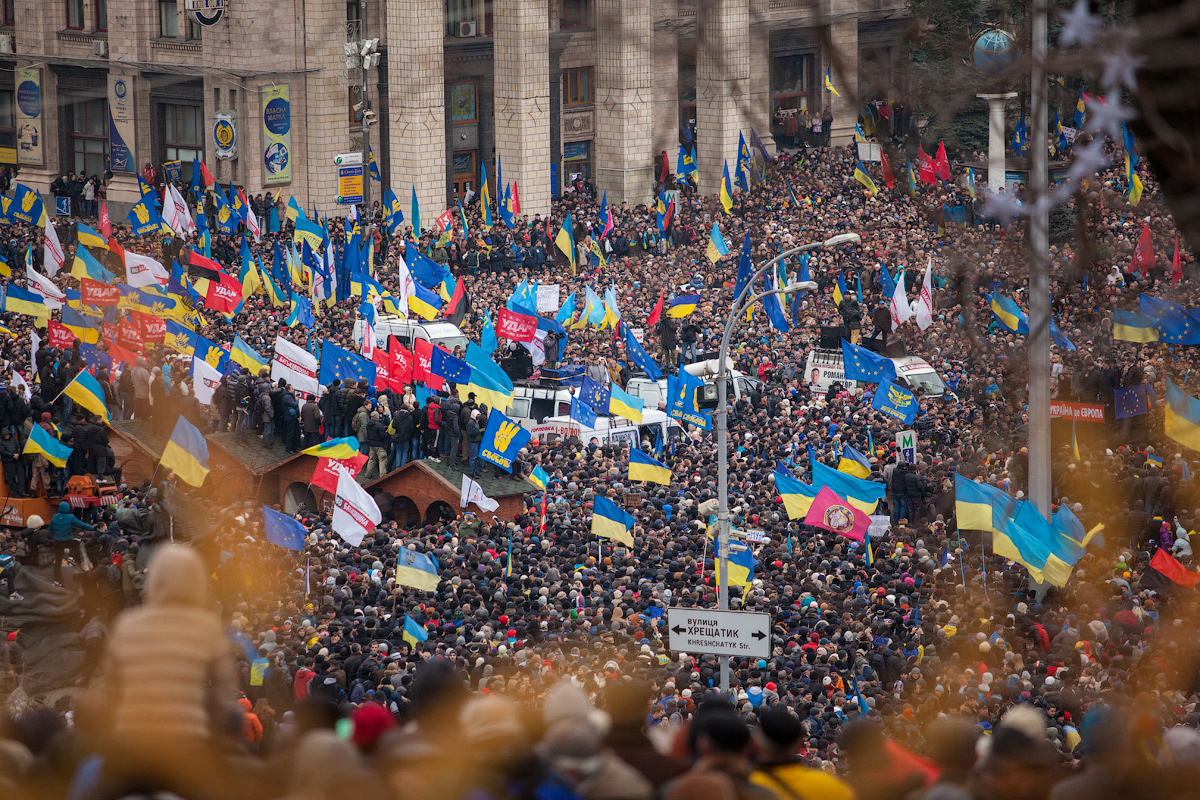
februarie: Euromaidan, Ucraina

- 6-16 februarie: A 64-a ediție a festivalului internațional de film de la Berlin.
- 7 februarie: Ceremonia de deschidere a jocurilor olimpice de iarnă din 2014, desfășurate la Soci, Rusia.
- 9 februarie: Într-un referendum național, alegătorii elvețieni s-au pronunțat în proporție de 50,3% în favoarea limitării imigrației în masă.
- 11 februarie: Un avion militar C-130 Hercules care transporta 103 persoane s-a prăbușit în Algeria. Echipele de intervenție deplasate la locul accidentului au găsit un singur supraviețuitor.[5]
- 19 februarie: Forțele de ordine din Ucraina au început asaltul asupra Pieței Independenței, cunoscută și sub numele de Maidan. Mai multe corturi au fost incendiate și polițiștii au folosit tunuri cu apă. 25 de oameni (inclusiv 10 polițiști) au murit și câteva sute au fost rănite în ultimele două zile.[6]
- 20 februarie: Opoziția din Ucraina afirmă că peste 100 de manifestanți au fost împușcați mortal și 500 au fost răniți.[7] Președintele Viktor Ianukovici este de acord cu alegeri anticipate în 2014.[8]
- 20 februarie: Un jaf armat are loc la o sucursală BRD din Bacău. O angajată a fost rănită ușor.
- 22 februarie: Liderul de centru-stânga Matteo Renzi a depus jurământul ca prim-ministru al Italiei după ce a făcut presiuni asupra fostul premier Enrico Letta, din aceeași formațiune politică, să demisioneze.
- 22 februarie: Parlamentul ucrainean a decis demiterea președintelui Viktor Ianukovici și convocarea de alegeri prezidențiale anticipate pentru 25 mai.
- 25 februarie: Într-o conferință de presă ținută după Delegația Permanentă a PNL, Crin Antonescu, președintele PNL anunță destrămarea USL. Decizia a fost luată pentru "încălcare repetată și flagrantă ajunsă la un prag inacceptabil a unor elemente ale înțelegerii politice la alcătuirea Guvernului de către primul-ministru Victor Ponta".[9]
- 26 februarie: Miniștrii liberali din guvern își prezintă demisiile. Fostul președinte al PNL și membru fondator al partidului, Călin Popescu Tăriceanu, și-a prezentat demisia din PNL; Tăriceanu, alături de alți șase liberali, a votat împotriva ruperii USL în Delegația Permanentă a partidului.
- 26 februarie: Președintele Rusiei, Vladimir Putin, ordonă verificarea pregătirii pentru luptă a trupelor din centrul și vestul Rusiei și exerciții militare în apropiere de granița Ucrainei.[10]
- 27 februarie: Telescopul Kepler descoperă 715 noi planete.[11]

### Martie

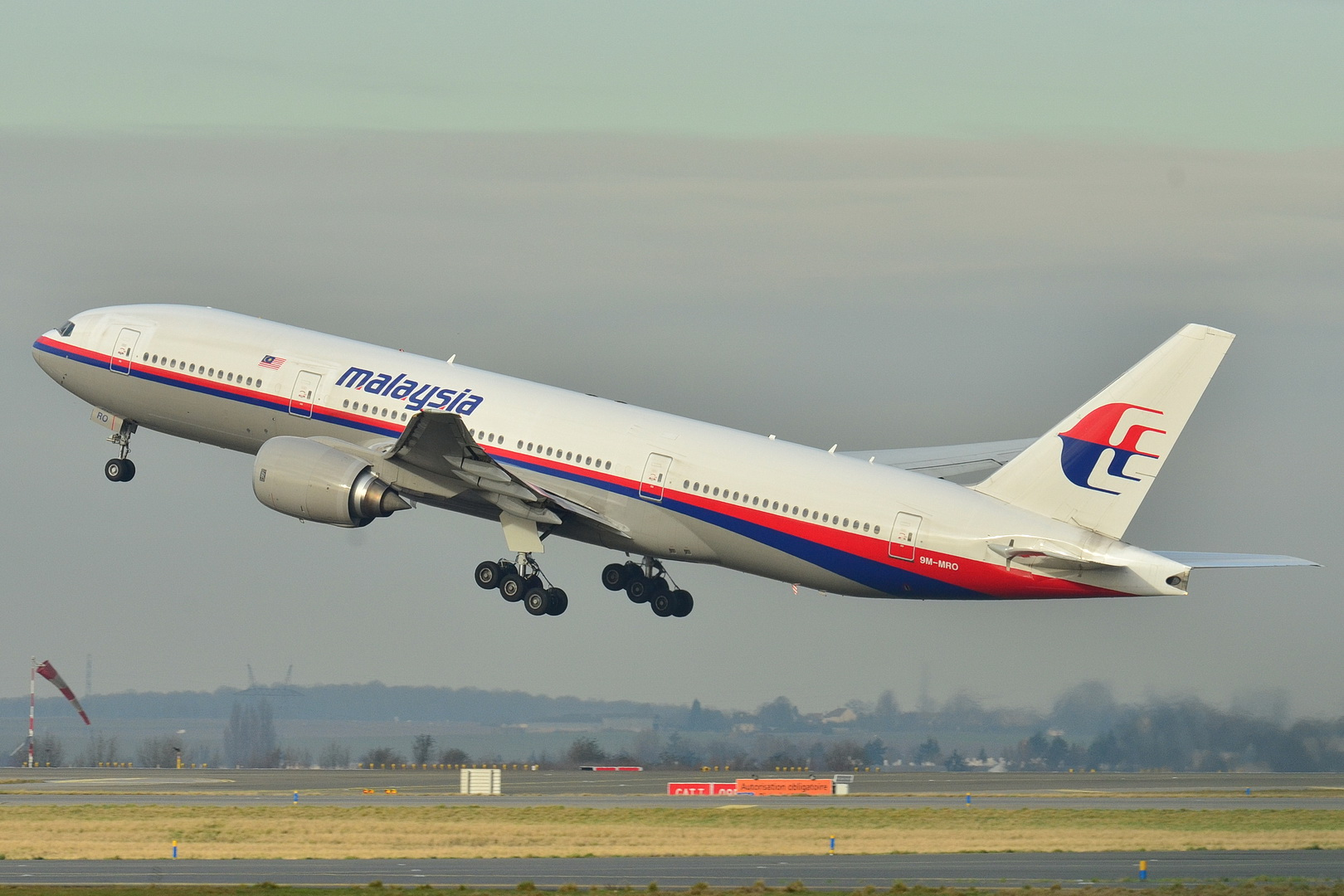
8 martie: Avionul Boeing 777 aparținând Malaysia Airlines, care făcea legatura între Kuala Lumpur și Beijing, cu 239 de persoane la bord, a dispărut de pe radar deasupra Golfului Thailandei.

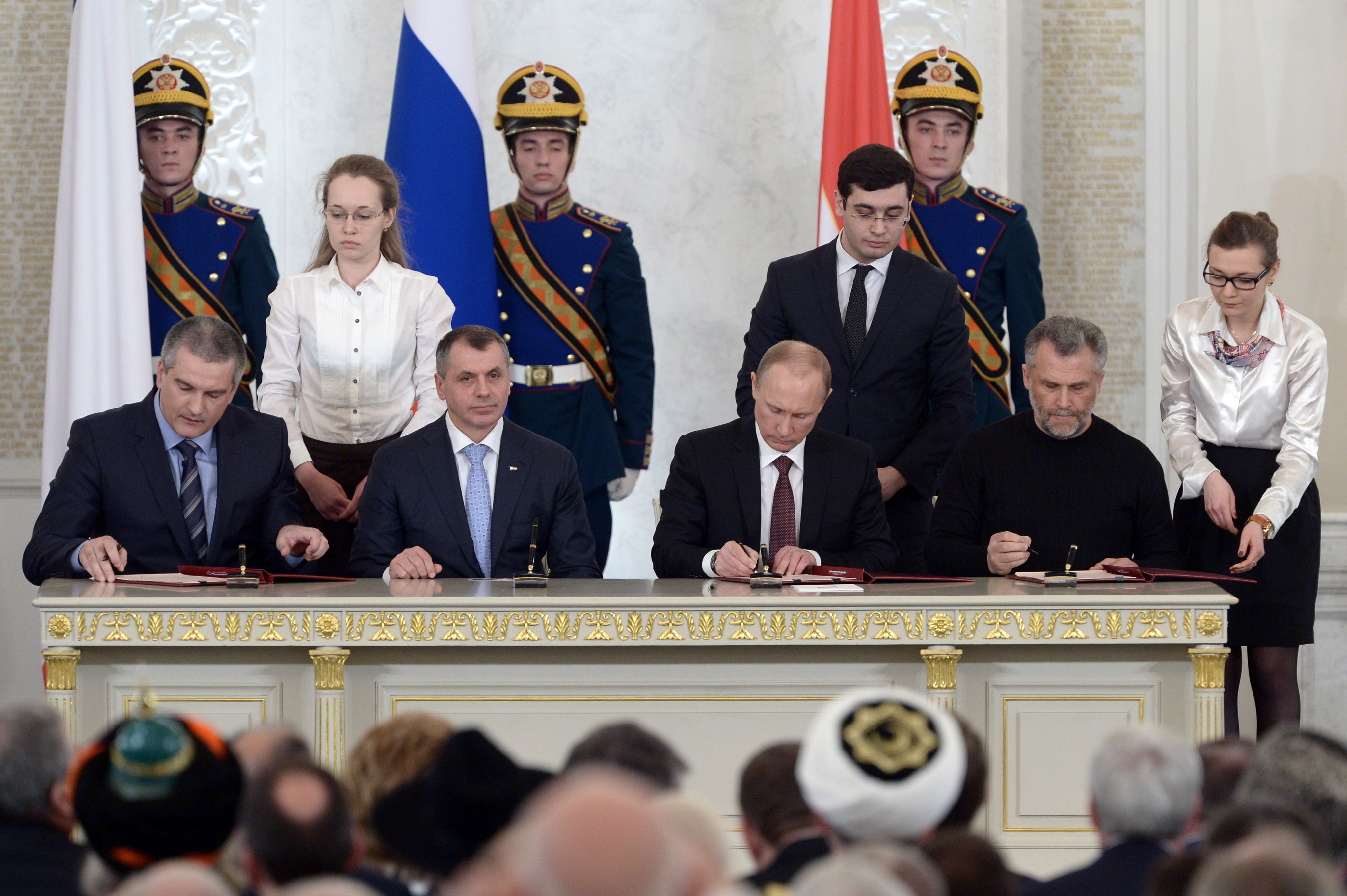
21 martie: Vladimir Putin semnează Tratatul de Alipire a Republicii Crimeea la Rusia.

- 1 martie: Camera superioară a parlamentului rus a aprobat propunerea președintelui Vladimir Putin de a trimite trupe în Crimeea.[12][13][14]
- 2 martie: A 86-a ediție a Premiilor Oscar. Pelicula 12 ani de sclavie obține Premiul Oscar pentru cel mai bun film. Filmului italian La grande bellezza îi este decernat Premiul Oscar pentru cel mai bun film străin. Alfonso Cuarón câștigă Premiul Oscar pentru cel mai bun regizor pentru filmul Gravity. Matthew McConaughey obține Premiul Oscar pentru cel mai bun actor pentru filmul Dallas Buyers Club. Cate Blanchett câștigă Premiul Oscar pentru cea mai bună actriță pentru rolul ei în Blue Jasmine.[15]
- 4 martie: Crin Antonescu demisionează din funcția de președinte al Senatului și cere demisia prim-ministrului Victor Ponta.[16][17]
- 5 martie: Învestirea în funcție a cabinetului Ponta (3).
- 6 martie: La 70 km de Lisabona au fost găsite oase ale celui mai mare dinozaur carnivor care a trăit în Europa - Torvosaurus gurneyi - un animal de 10 metri lungime și probabil 4-5 tone greutate.[18]
- 8 martie: Avionul Boeing 777 aparținând Malaysia Airlines, care făcea legatura între Kuala Lumpur și Beijing, cu 239 de persoane la bord, a dispărut de pe radar deasupra Golfului Thailandei.
- 11 martie: Criza din Crimeea din 2014: Parlamentul din Crimeea a adoptat o declarație de independență față de Ucraina.[19][20]
- 12 martie: Au loc 102 de percheziții domiciliare în 18 județe din România în cadrul Dosarului Mafia Cărnii. Sute de tone de carne au fost retrase de pe piață sau distruse.[21]
- 16 martie: Criza din Crimeea din 2014: În Crimeea are loc un referendum de consultare a populației cu privire la aderarea regiunii la Federația Rusă. Peste 95% dintre participanții la referendum s-au pronunțat pentru aderarea peninsulei Crimeea la Rusia.
- 17 martie: Criza din Crimeea din 2014: Autoritățile separatiste din peninsula ucraineană au declarat "Republica Crimeea" și au cerut alipirea la Rusia.
- 20 martie: Criza din Crimeea din 2014: Uniunea Europeană, Statele Unite și Japonia anunță sancțiuni împotriva Rusiei ca răspuns la anexarea Crimeei.[22][23]
- 21 martie: Criza din Crimeea din 2014: Camera superioară a Parlamentului rus a ratificat tratatul privind alipirea Crimeei la Rusia, la o zi după ratificarea sa de către Camera inferioară, sfidând comunitatea internațională care nu recunoaște acest acord.[24]
- 23 martie: Primul tur al alegerilor locale din Franța.
- 24 martie: După 14 zile de la dispariția avionului Boeing 777 Malaysia Airlines, pe baza analizei prin satelit prezentată de compania britanică Inmarsat, guvernul malaezian a ajuns la concluzia că zborul MH370 s-a prăbușit în Oceanul Indian și nici un pasager nu a supraviețuit.
- 30 martie: Milionarul independent Andrej Kiska a fost ales președinte al Slovaciei.
- 31 martie: Victorie a opoziției de dreapta în alegerile locale din Franța. Extrema dreaptă obține cel mai bun scor din istorie. Parisul va fi condus în premieră de o femeie primar.
- 31 martie: Curtea Internațională de Justiție a Organizației Națiunilor Unite a stabilit că programul Japoniei de vânătoare de balene din Antarctica nu este științific, ci comercial. Conformându-se deciziei, Japonia a revocat vânătoarea anuală de balene din Antarctica, pentru prima dată de mai mult de 25 de ani.[25]

### Aprilie

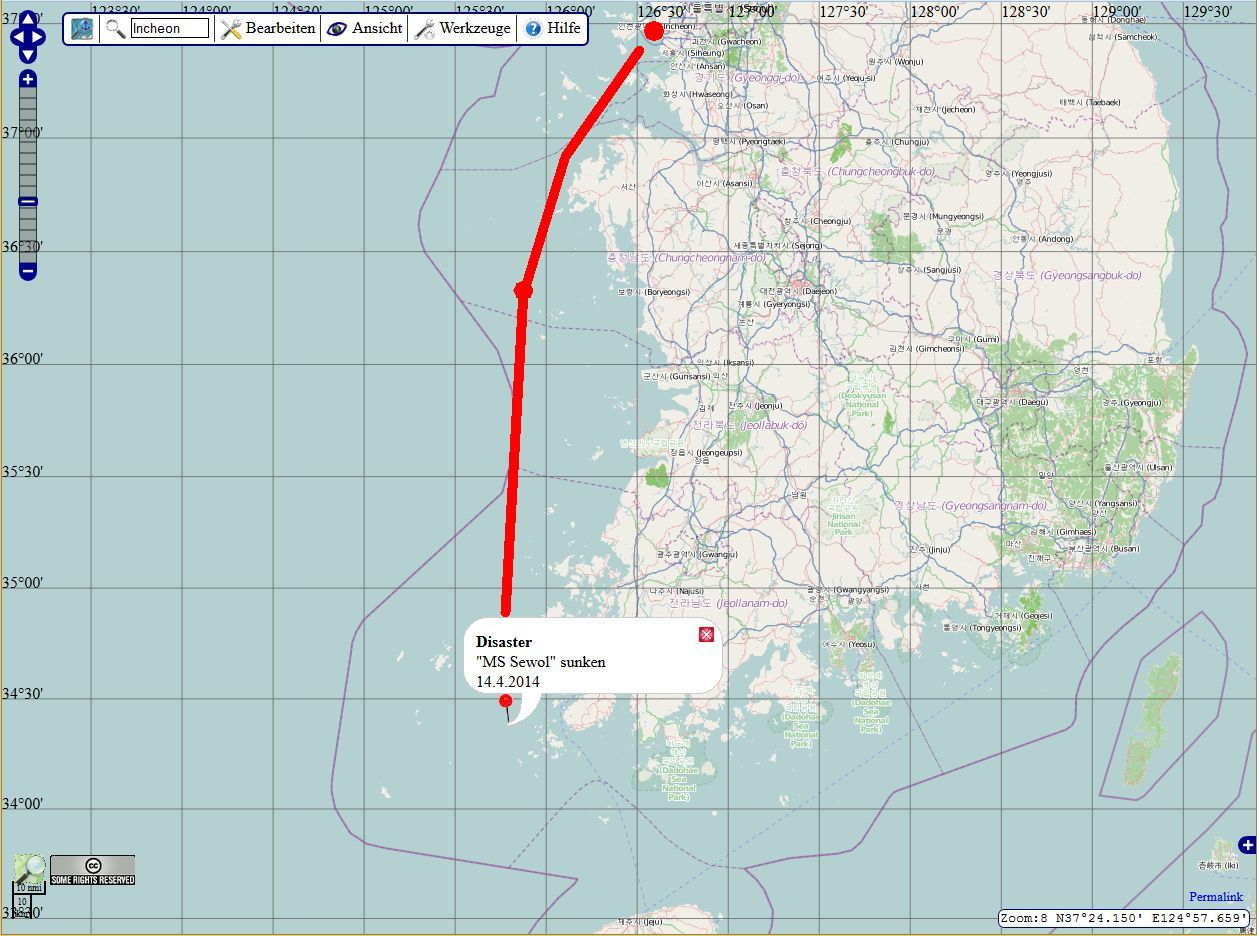
16 aprilie: Agenția de știri Yonhap raportează ca Paza de Coastă a Republicii Coreea a fost trimisă pentru a salva un feribot cu 476 de pasageri la bord, care s-a scufundat în largul coastei de sud-est a Coreei de Sud. Cel puțin 104 persoane au murit, iar alte 198 sunt date dispărute.

- 1 aprilie: O alertă de tsunami a fost lansată în Chile, Peru, Honduras și Ecuador, după un seism de 8,2 grade Richter care a lovit nordul Chile.
- 3 aprilie: Oamenii de știință de la NASA și de la Agenția Spațială Europeană au estimat că Enceladus, un satelit a lui Saturn, situată la 1,4 miliarde de kilometri de Pământ, ar putea adăposti un ocean de apă lichidă, sugerând că suprafața înghețată a satelitului ar putea fi un mediu proprice pentru microbi extraterești.[26]
- 5 aprilie: Alegeri prezidențiale în Afganistan. Este prima trecere a puterii de la un președinte afgan democratic ales la un altul. Pentru acest vot are loc în întreaga țară cea mai mare operațiune militară de la căderea regimului talibanilor în 2001.[27]
- 5 aprilie: Marele premiu al Salonului Internațional al Invențiilor, Tehnicilor și Produselor Noi de la Geneva a fost obținut de compania elvețiană IREWIND S.A. pentru OnAirCamera, tehnologie creată de o echipă de cercetători români în cadrul Centrului Est-European pentru Cercetare Aplicativă Interdisciplinară (CEECAI).[28]
- 6 aprilie: Alegeri parlamentare în Ungaria. Partidul conservator Fidesz al premierului ungar Viktor Orbán, acuzat constant de derive antidemocratice în ultimii 4 ani, de când se află la putere, a câștigat detașat obținând 44,61% din voturile exprimate.
- 10 aprilie: Un grup de deputați ruși au cerut deschiderea unei anchete penale împotriva fostului președinte sovietic Mihail Gorbaciov, pentru dezmembrarea URSS, în 1991, și responsabilitatea care îi revine în urma acelor evenimente în actuala criză din Ucraina.
- 13 aprilie: Guvernul ucrainean a anunțat că o "operațiune antiteroristă a început la Slaviansk", oraș din estul Ucrainei unde militanți pro-ruși înarmați au ocupat clădiri ale poliției și serviciilor de securitate. Intervenția forțelor speciale ucrainene s-a soldat cu morți și răniți de ambele părți.[29]
- 16 aprilie: Agenția de știri Yonhap raportează ca Paza de Coastă a Republicii Coreea a fost trimisă pentru a salva un feribot cu 476 de pasageri la bord, care s-a scufundat în largul coastei de sud-est a Coreei de Sud. Cel puțin 183 persoane au murit, iar alte 119 sunt date dispărute.[30]
- 17 aprilie: O echipă de cercetători americani a reușit să cloneze, pentru prima dată în istorie, celule prelevate de la doi adulți pentru a crea embrioni. Evoluția acestora a fost stopată, embrionii fiind folosiți doar pentru țesutul astfel obținut, compatibil 100% cu ADN-ul donatorului, pentru a trata diferite boli.
- 17 aprilie: NASA a anunțat descoperirea planetei Kepler-186f, aflată la 500 ani-lumină de Pământ, care se aseamănă foarte mult cu planeta noastră ca dimensiune și ca plasament în jurul stelei de care aparține.
- 17 aprilie: La alegerile prezidențiale din Algeria, președintele în exercițiu Abdelaziz Bouteflika este ales pentru al patrulea mandat.
- 17 aprilie: Președintele Rusiei Vladimir Putin a recunoscut pentru prima dată că forțele armate ruse erau prezente în Crimeea la referendumul din martie, care a permis alipirea peninsulei ucrainene la Rusia.[31]
- 22 aprilie: Statele Unite au decis trimiterea a aproximativ 600 de militari americani în Polonia și în țările baltice, pentru exerciții militare menite să demonstreze solidaritatea țărilor NATO în contextul tensiunilor cu Rusia din cauza crizei ucrainene.
- 23 aprilie: Viceprim-ministru al Ucrainei Vitali Yarema a anunțat că militanții pro-ruși vor fi vizați în patru orașe din est: Kramatorsk, Sloviansk, Donetsk și Luhansk, deoarece aceștia refuză să elibereze clădiri guvernamentale pe care le-au sechestrat anterior, sfidând acordul internațional de la Geneva.
- 24 aprilie: Ministrul rus de externe Serghei Lavrov a acuzat Statele Unite de a fi în spatele revoltelor politice din Ucraina și a spus că Rusia va răspunde în cazul în care interesele sale sunt atacate.[32]
- 27 aprilie: Ziua celor patru papi - papii Ioan al XXIII-lea și Ioan Paul al II-lea au fost declarați sfinți de papa Francisc în prima canonizare a unor papi din 1954. La ceremonie a participat și Papa emerit Benedict al XVI-lea.
- 30 aprilie: Sultanul Bruneiului a anunțat un nou cod penal islamist care ar putea include ca pedepse lapidarea, amputarea și flagelarea.

### Mai

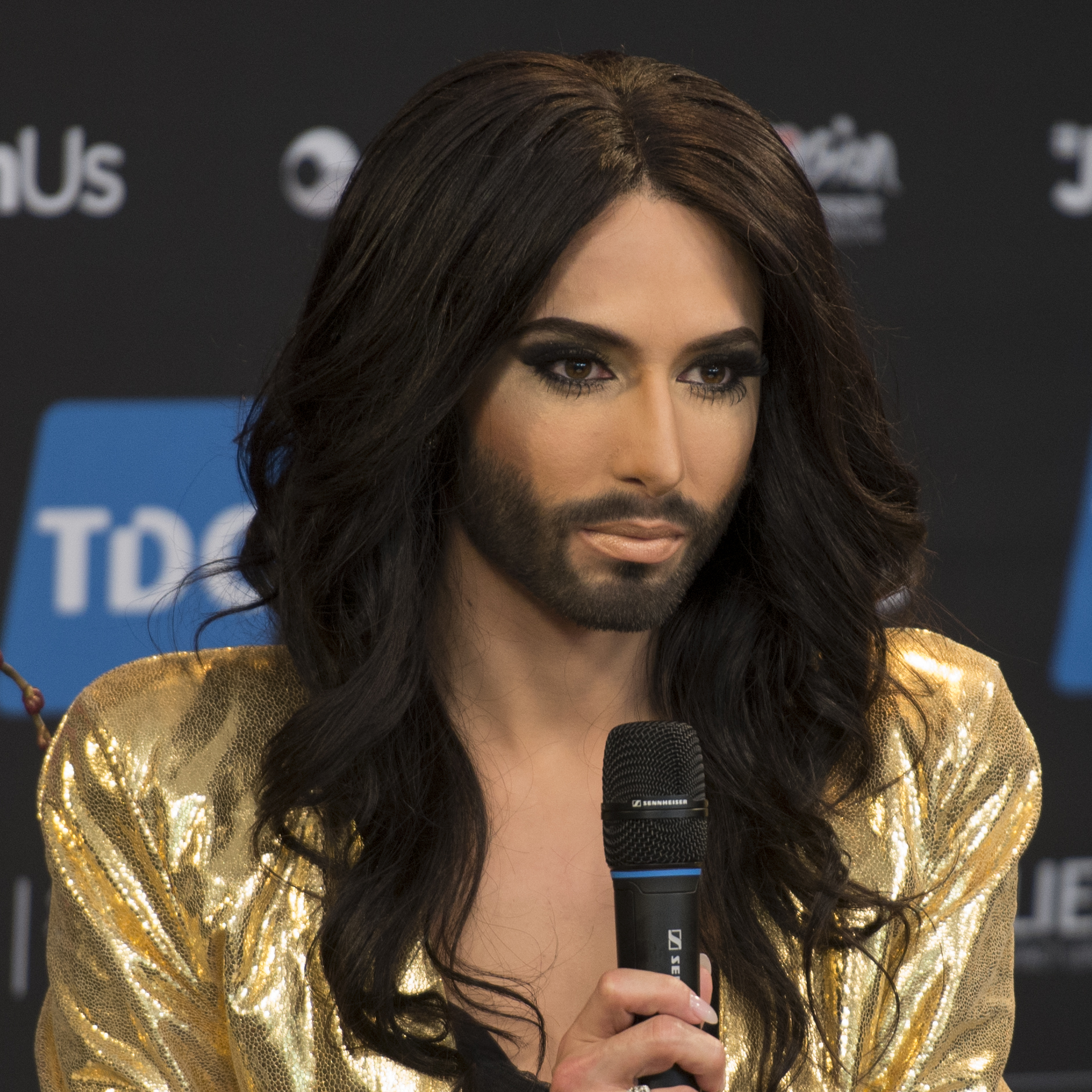
10 mai: Conchita Wurst din Austria câștigă cea de-a 59-a finală a Concursului Muzical Eurovision din Danemarca.

- 2 mai: Se înregistrează cele mai puternice violențe de la schimbarea puterii de la Kiev, o zi marcată de moartea a peste 50 de persoane - 42 la Odesa și zece într-un asalt al armatei la Slaviansk.
- 5 mai: Militanții Boko Haram au ucis aproximativ 300 persoane în cursul unui atac de noapte în orașele Gamboru și Ngala, Nigeria.[33]
- 7 mai: Alegerile din Africa de Sud au fost câștigate de Congresul Național African, formațiune de stânga, care a obținut 62,1% din voturi.
- 9 mai: Vladimir Putin efectuează prima vizită în Crimeea. Au loc confruntări armate violente la Mariupol, în est, soldate cu peste 30 de morți, potrivit Kievului.

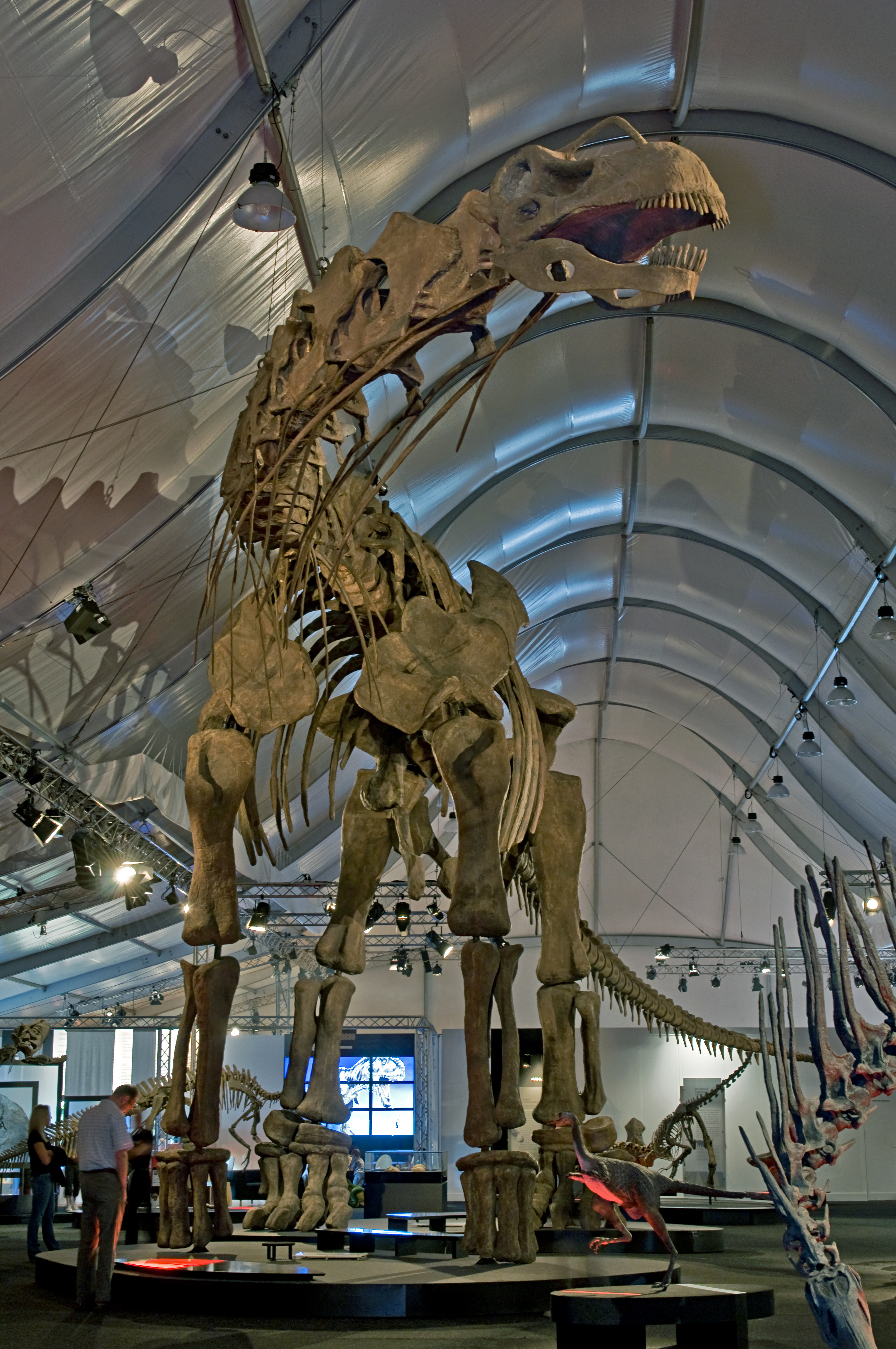
17 mai: BBC anunță că paleontologii au descoperit în Patagonia, Argentina fosilele celui mai mare dinozaur care a existat vreodata pe Terra. Noua descoperire - Argentinosaurus - avea o greutatea totală estimată la 77 de tone, lungimea de la cap la vârful cozii, de 40 de metri și o înălțime de circa 20 de metri.

- 10 mai: A avut loc cea de-a 59-a finală a Concursului Muzical Eurovision 2014 în Danemarca, câștigată de Conchita Wurst din Austria. România reprezentată de Paula Seling și Ovi cu melodia Miracol a ocupat locul 12.
- 11 mai: Regiunile Donețk și Lugansk din Ucraina spun un "da" masiv (peste 89% dintre votanți) în cadrul referendumului separatist.
- 13 mai: În vestul Turciei are loc o explozie produsă într-o mină de cărbune în care au murit peste 280 de persoane.
- 14-25 mai: Al 67-lea festival de film de la Cannes, Franța. Pelicula „Somnul de iarnă” regizată de turcul Nuri Bilghe Ceylan a câștigat Palme d'Or.
- 17 mai: BBC anunță că paleontologii au descoperit în Patagonia, Argentina fosilele celui mai mare dinozaur care a existat vreodată pe Terra. Noua descoperire - Argentinosaurus - avea o greutate totală estimată la 77 de tone, lungimea de la cap la vârful cozii, de 40 metri și o înălțime de circa 20 de metri.[34]
- 17 mai: Echipa feminină de gimnastică a României a câștigat medalia de aur la Campionatul European de la Sofia. Cea de argint a revenit Marii Britanii, iar medalia de bronz Rusiei. Este cea de-a șaptea medalie de aur europeană din palmaresul gimnasticii feminine românești.
- 18 mai: Elvețienii au respins prin referendum introducerea unui salariu minim unic în țară, de aproximativ 3.300 de euro. În cazul în care ar fi fost aprobat, ar fi devenit cel mai mare salariu minim din lume, potrivit primelor proiecții publicate de institutul GFS.bern. Elveția nu are nici un salariu minim stipulat prin lege, dar aproximativ 90% din muncitorii elvețieni câștigă peste 4.000 de franci (3.280 euro) pe lună.[35]
- 21 mai: Fostul președinte al Egiptului Hosni Mubarak este condamnat la trei ani de închisoare pentru deturnare de fonduri.[36]
- 22 mai: Șeful forțelor armate terestre din Thailanda, generalul Prayut Chan-O-Cha, a anunțat o lovitură de stat, într-o declarație televizată, după șapte luni de criză politică. Generalul, care a declarat legea marțială cu două zile în urmă, a invocat violențele din țară care s-au soldat cu 28 de morți de la începutul crizei, în toamnă.
- 23 mai: Cercetările au arătat că Meteoritul de la Celiabinsk a reprezentat rămășițele unui asteroid care s-a ciocnit cu un alt asteroid cu 290 milioane ani înainte de a intra în atmosfera Pământului, deasupra Rusiei, în luna februarie 2013.[37]
- 22-25 mai: Alegerile din 2014 pentru Parlamentul European. Alianța PSD-UNPR-PC a obținut 37,60%, PNL 15%, PDL 12,23%, Mircea Diaconu 6,81%, UDMR 6,3%, iar PMP 6,2% din voturi.
- 25 mai: Alegerile prezidențiale din Ucraina sunt câștigate de omul de afaceri Petro Poroșenko din primul tur de scrutin.
- 25 mai: Dalia Grybauskaitė a obținut în turul al doilea al alegerilor prezidențiale din Lituania 57,87% din sufragii și un nou mandat de 5 ani.
- 25-26 mai: Vizita papei Francisc la Betleem și Ierusalim, unde a semnat o declarație comună cu patriarhul Bartolomeu al Constantinopolului, la împlinirea a 50 de ani de la întâlnirea dintre papa Paul al VI-lea și patriarhul Athenagoras.
- 30 mai-8 iunie: România: Festivalul Internațional de Film Transilvania 2014.

### Iunie

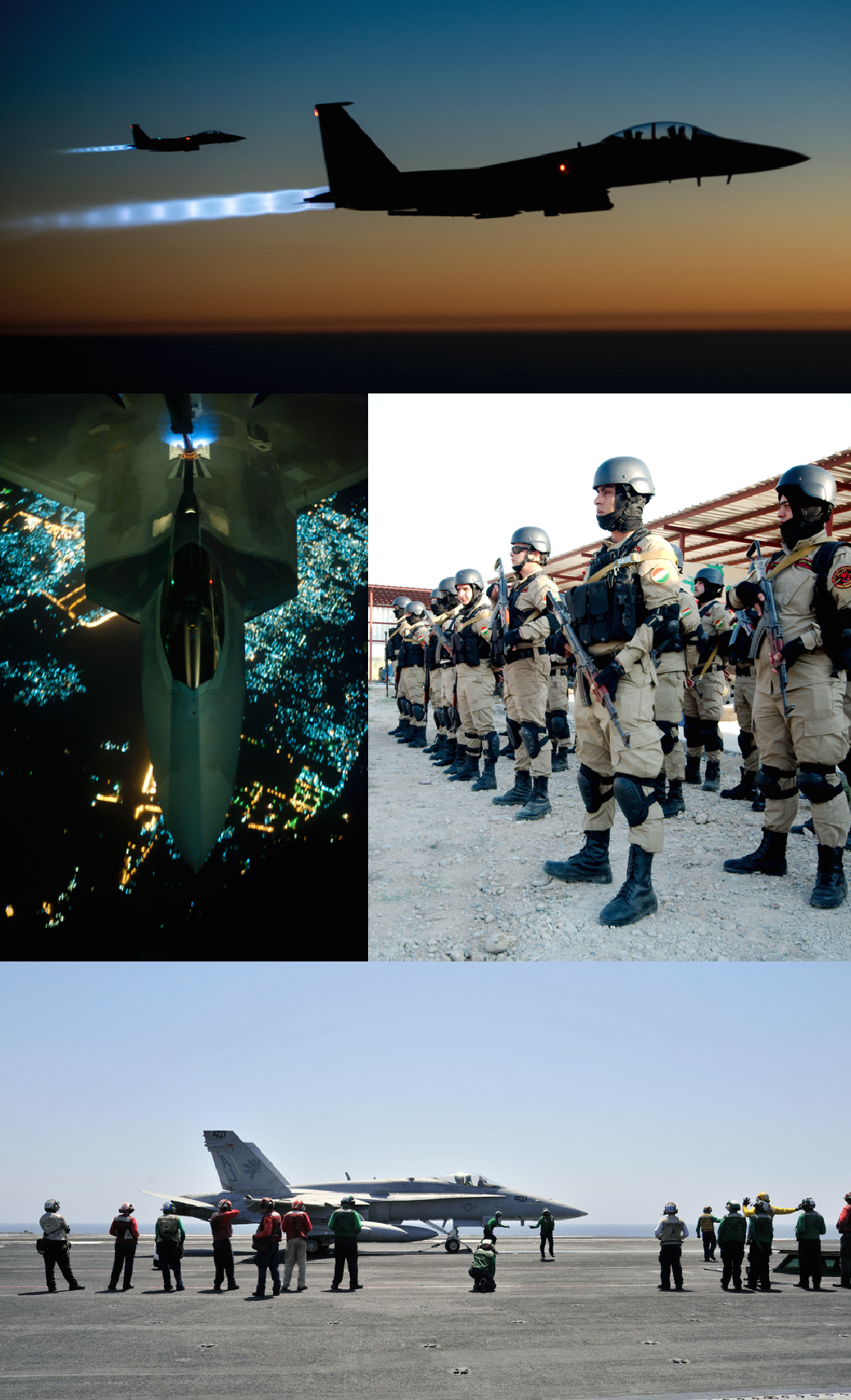
Pe 29 iunie, organizația teroristă ISIS a anunțat restabilirea Califatului islamic, ocupând teritorii din Siria și Irak, declarând război împotriva tuturor statelor. Statele membre NATO, cât și Rusia, au declanșat operațiunile de intervenție militară pentru a elibera teritoriile ocupate de teroriști.

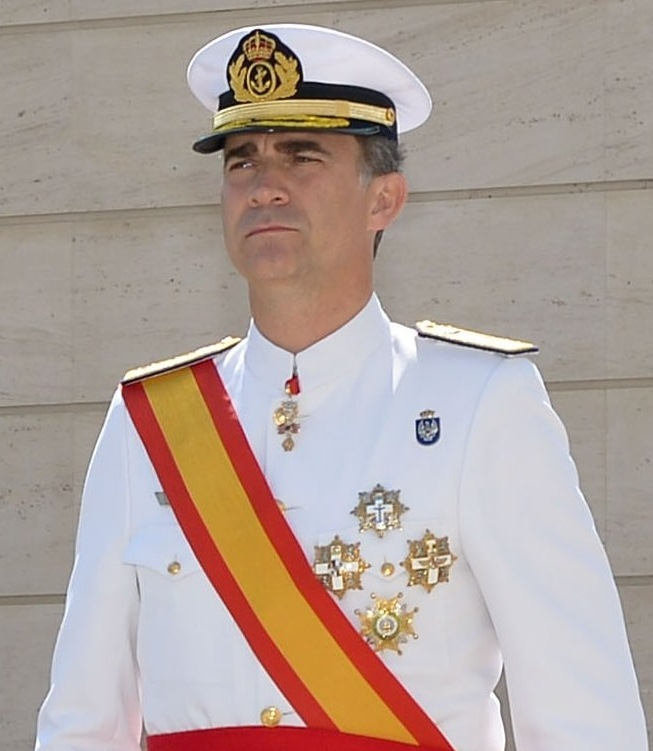
Prințul Felipe devine rege al Spaniei sub numele de Felipe al VI-lea al Spaniei.

- 2 iunie: Regele Juan Carlos I al Spaniei a anunțat că a decis să abdice în favoarea fiului său, Felipe, Prinț de Asturia.[38]
- 2 iunie: Telangana a devenit oficial cel de-al 29-lea stat al Indiei.[39]
- 6 iunie: Lideri mondiali au călătorit în Normandia, Franța, pentru a comemora 70 de ani de la Ziua Z, prima zi a invaziei aliaților occidentali din Normandia în timpul celui de-Al Doilea Război Mondial.[40]
- 7 iunie: După 36 de ani de la singurul succes românesc în turneul feminin de la Roland Garros, când Virginia Ruzici a învins-o pe Mima Jausovec, Simona Halep joacă în finală însă este învinsă de Maria Șarapova.
- 12 iunie: La São Paulo a avut loc ceremonia de deschidere a Campionatului Mondial de Fotbal din Brazilia.
- 13 iunie: Hackerul român Guccifer este inculpat în lipsă într-un tribunal federal din statul american Virginia de spargerea e-mail-urilor oficialilor guvernamentali americani și a membrilor familiei acestora.[41]
- 14 iunie: Un avion militar ucrainean este doborât de insurgenții pro-ruși la Luhansk, în estul Ucrainei.
- 16 iunie: Michael Schumacher se trezește din comă. Acesta s-a accidentat la cap, în stațiunea Meribel, din Alpii francezi. Acesta era în comă din 29 decembrie 2013.
- 19 iunie: Prințul Felipe, singurul fiu al regelui Juan Carlos I și fost Prinț de Asturia, a urcat pe tronul Spaniei sub numele de regele Felipe al VI-lea.
- 24 iunie: Emirul din Qatar, Tamim bin Hamad Al Thani se oferă să investească 2,2 miliarde de euro pentru transformarea unei faimoase arene pentru lupte cu tauri din Barcelona, La Monumental, în cea mai mare moschee din Europa.
- 25 iunie: Ambele camere ale Parlamentului României au adoptat cu 344 voturi pentru, 17 abțineri și niciun vot împotrivă, declarația prin care se solicită demisia de onoare a președintelui Traian Băsescu, în urma scandalului de corupție în care au fost implicați membri ai familiei sale.
- 27 iunie: Oamenii de știință au identificat o nouă specie de "șoarece elefant", numit Macroscelides micus. Este a treia specie nouă descoperită în ultimul deceniu și cel mai mic membru dintre cele 19 familii de sengi ale ordinului Macroscelidea. Speciile din ordinul Macroscelidea nu sunt înrudite cu familia Soricidae, ci sunt animale insectivore mai apropiate genetic de elefant, porc furnicar sau lamantin.
- 28 iunie: Klaus Iohannis a fost ales președinte al PNL.
- 28 iunie: La Sarajevo s-au comemorat 100 de ani de la asasinarea arhiducelui Franz Ferdinand al Austriei, eveniment care a dus la izbucnirea Primului Război Mondial.

### Iulie
| Imagine indisponibilă |  | Imagine indisponibilă |
| 17 iulie: Un avion Boeing 777 al Malaysia Airlines se prăbușește în Ucraina, la 50 km de granița cu Rusia. Au murit 298 de oameni, dintre care 283 erau pasageri și 15 făceau parte din echipajul avionului. |  |                       |

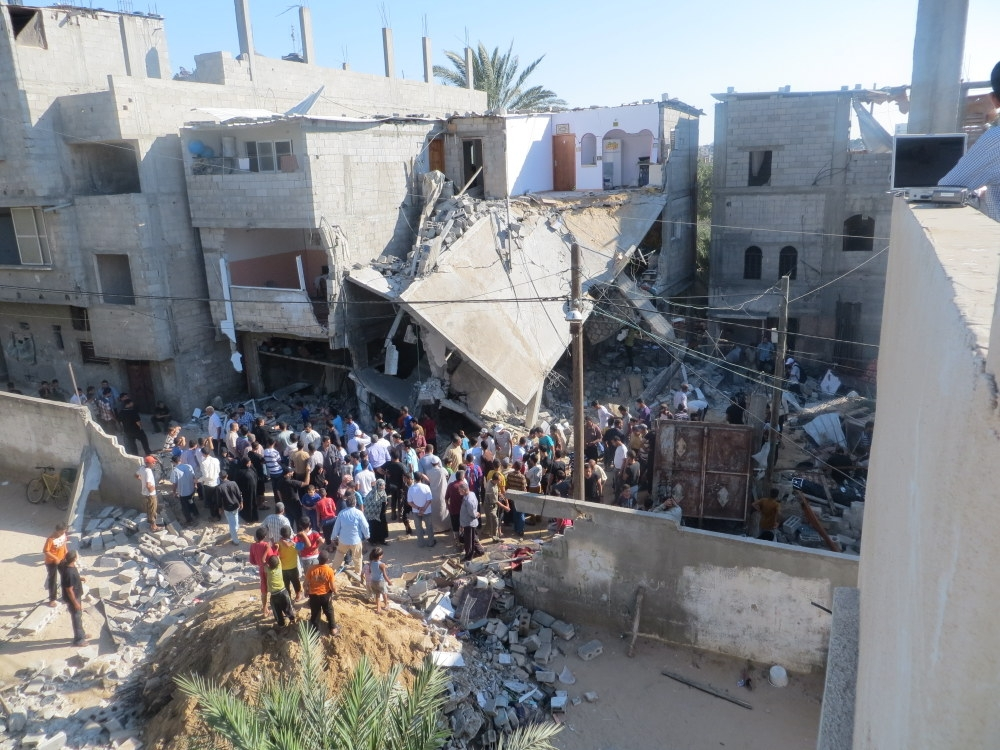
Conflictul din Fâșia Gaza.

- 1 iulie: Italia a preluat de la Grecia președinția Uniunii Europene.
- 1 iulie: Social democratul german Martin Schulz este reales președinte al Parlamentului European pentru încă un mandat de doi ani și jumătate.[42]
- 1 iulie: Fostul președinte al Franței, Nicolas Sarkozy, a fost pus sub acuzare pentru corupție activă și trafic de influență.
- 4 iulie: Parlamentul rus a aprobat anularea a 90% din datoria istorică evaluată la 35,2 miliarde de dolari pe care Cuba o are față de Moscova din perioada sovietică, și rambursarea restului sumei (aproximativ 3,5 miliarde de dolari) în decurs de 10 ani.[43]
- 7 iulie: Specia preistorică Pelagornis sandersi este considerată cea mai mare pasăre zburătoare descoperită până în prezent.
- 8 iulie: Cabinetul israelian a autorizat mobilizarea a aproximativ 40.000 de rezerviști, în perspectiva unei posibile ofensive terestre în Fâșia Gaza. Începutul Operațiunii Protecția graniței a forțelor de apărare israeliene.
- 8 iulie: Brazilia a pierdut cu un scor istoric de 1-7 împotriva Germaniei în semifinalele Campionatului Mondial de Fotbal.
- 10 iulie: Numărul morților în Operațiunea Protecția graniței a ajuns la 80.
- 13 iulie: Germania câștigă Campionatul Mondial de Fotbal 2014.
- 15 iulie: Jean-Claude Juncker a fost ales cu o majoritate de 422 de voturi din 751 în funcția de președinte al Comisiei Europene, urmând să-și înceapă mandatul la 1 noiembrie 2014.
- 15 iulie: Un tren deraiază la Metroul din Moscova omorând 21 de oameni și rănind alți 100, dintre care 50 grav.[44]
- 17 iulie: Un avion Boeing 777 al Malaysia Airlines se prăbușește în Ucraina, la 50 km de granița cu Rusia. Au murit 298 de persoane, dintre care 283 erau pasageri și 15 făceau parte din echipajul avionului.
- 17 iulie: O declarație oficială a Guvernului din Israel anunță că primul ministru Benjamin Netanyahu a ordonat armatei să înceapă o ofensivă terestră în Gaza.
- 18 iulie: Președintele american Barack Obama a declarat într-o conferință de presă susținută la Casa Albă, că prăbușirea zborului MH17 a fost provocată de o rachetă lansată din teritoriul controlat de separatiști pro-ruși, susținuți de Moscova.
- 23 iulie: Două avioane de vânătoare ucrainene Suhoi Su-25 au fost doborâte de separatiștii pro-ruși în Savur Mogila.[45]
- 23 iulie: Zborul 222 TransAsia Airways s-a prăbușit în Taiwan. În accident și-au pierdut viața toate cele 48 de persoane aflate la bord.
- 24 iulie: Zborul 5017 al Air Algérie s-a prăbușit și a dispărut de pe radar când se afla deasupra deșertului Sahara. Cei 116 oameni aflați la bord au murit.
- 24 iulie: Fuad Masum a devenit cel de-al 7-lea președinte al Republicii Iraq.
- 24 iulie: Reuven Rivlin a devenit cel de-al 10-lea președinte al statului Israel.
- 24 iulie: Arseni Iațeniuk și-a dat demisia din funcția de prim-ministru al Ucrainei.
- 24 iulie: La Sloveansk a fost descoperită o groapă comună cu cadavrele unor persoane torturate și ucise de separatiștii pro-ruși[46][47]
- 27 iulie: Armata israeliană a anunțat încetarea armistițiului umanitar și reluarea operațiunilor militare în Fâșia Gaza ca răspuns la "tiruri constante de rachete efectuate de către Hamas". Potrivit unui ultim bilanț, conflictul a provocat moartea a 1.049 de palestinieni, marea majoritate civili. Alți aproximativ 6.000 au fost răniți. De partea israeliană, 43 de militari au fost uciși, dar și doi civili și un muncitor thailandez.

### August

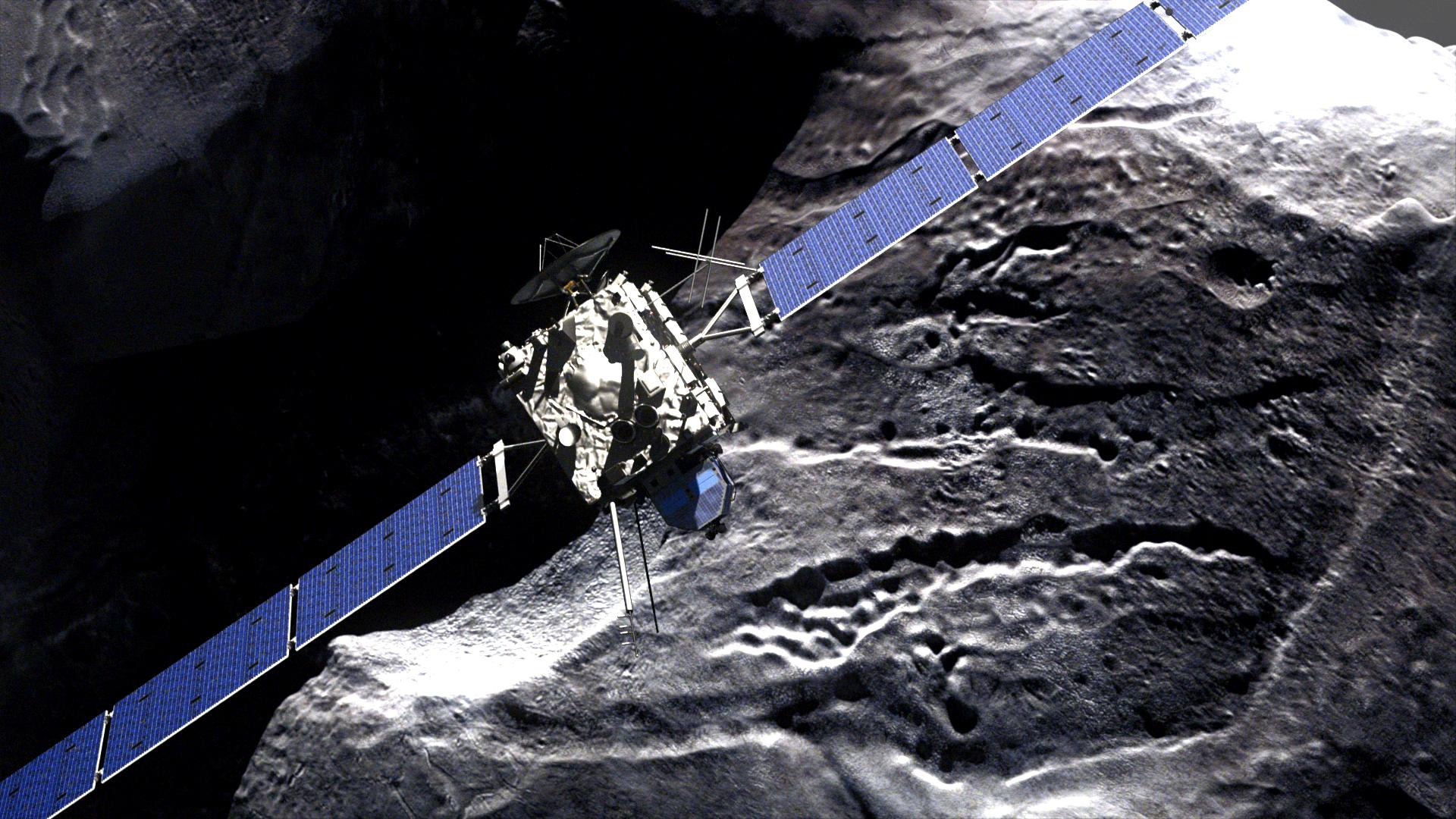
6 august: Sonda spațială Rosetta a Agenției Spațiale Europene a ajuns la 67P/Ciuriumov-Gherasimenko, devenind primul obiect artificial care orbitează în jurul unei comete.

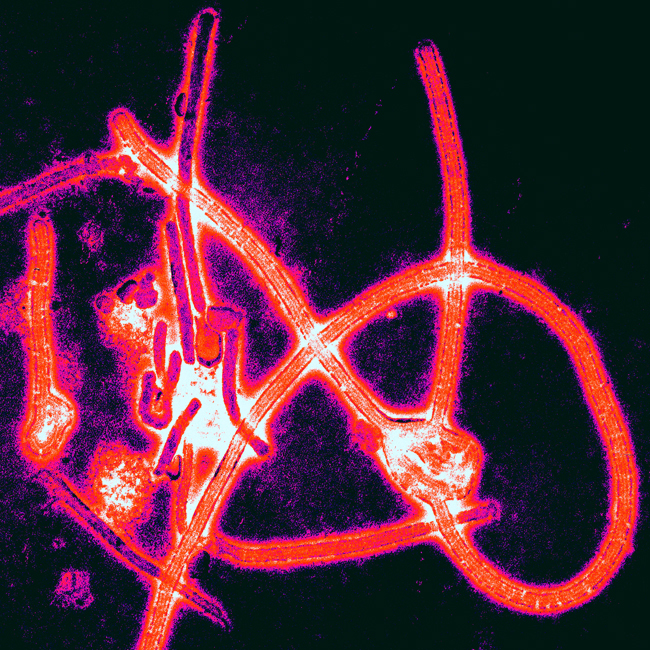
Epidemia de Ebola din Africa de Vest.

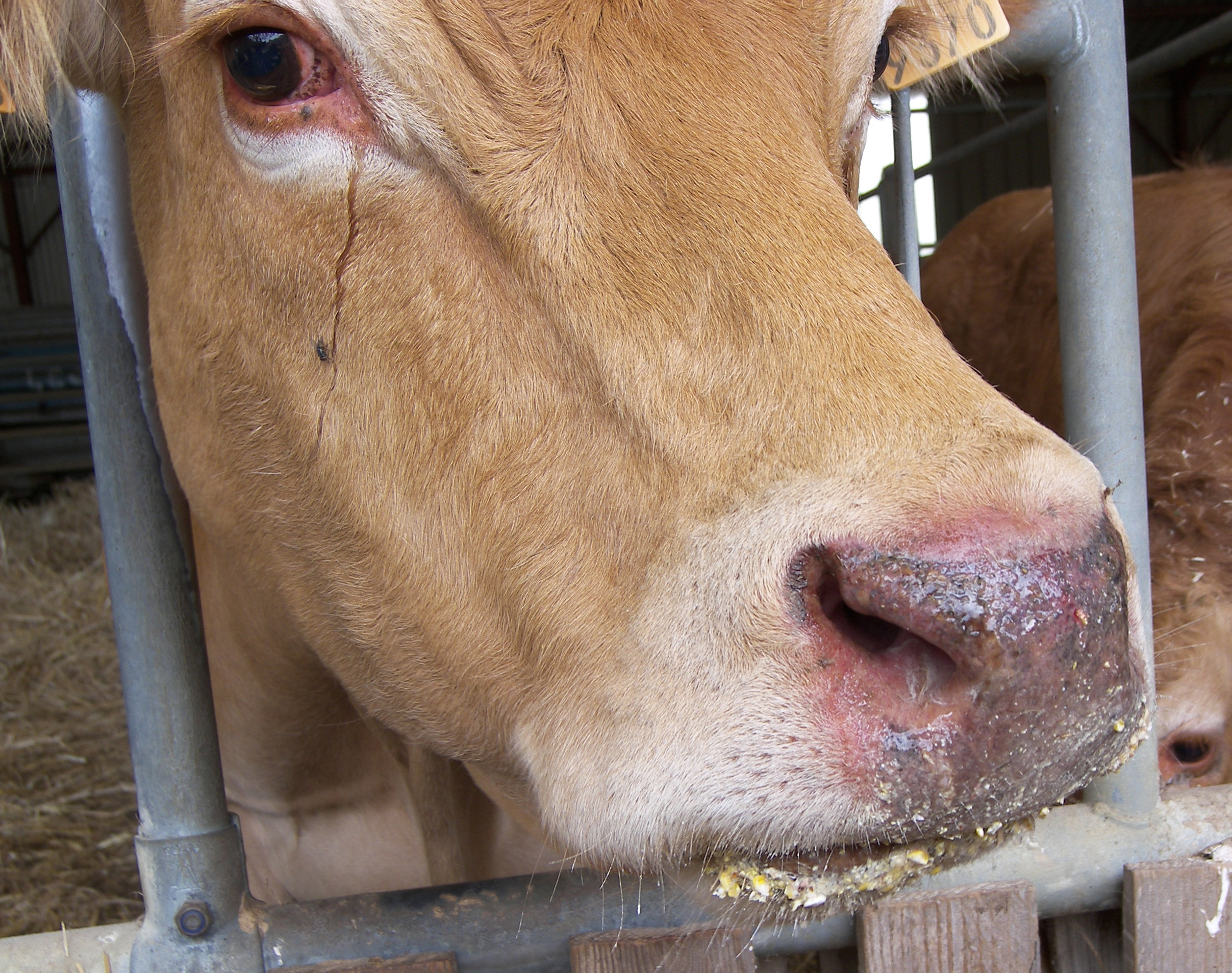
22 august: Boala limbii albastre - care afectează vacile și oile - este confirmată pentru prima dată în România.

- 3 august: Echipa națională de handbal feminin "Under 18" a României a câștigat Campionatul Mondial din Macedonia, după ce a învins în finală reprezentativa Germaniei.
- 3 august: Un cutremur cu magnitudinea de 6,1 grade Richter a avut loc în Yunnan, China. Au murit cel puțin 589 de oameni și peste 2.400 au fost răniți.
- 5 august: Cercetătorul japonez Yoshiki Sasai, în vârstă de 52 de ani, s-a sinucis după discreditarea unor rezultate experimentale pe care el le-a supravegheat, cu privire la celulele stem.[48]
- 6 august: Sonda spațială Rosetta a Agenției Spațiale Europene a ajuns la 67P/Ciuriumov-Gherasimenko, devenind primul obiect artificial care orbitează în jurul unei comete.
- 8 august: România: Curtea de Apel București l-a condamnat pe fostul senator Dan Voiculescu la zece ani de închisoare pentru spălare de bani, în dosarul privind privatizarea Institutului de Cercetări Alimentare.
- 8 august: Statele Unite au bombardat pozițiile de artilerie ale Statului Islamic din Irak care amenințau personalul american din Arbil, în Kurdistanul irakian.
- 8 august: Nigeria devine cea de-a treia națiune africană care declară stare de urgență din cauza epidemiei virusului Ebola.
- 10 august: Un avion de pasageri, Iran-140 Sepahan Air, s-a prăbușit la scurt timp după decolare, în apropierea aeroportului din Teheran. Cel puțin 38 de oameni din cei 48 aflați la bord au murit în accident.
- 10 august: Actualul prim-ministru al Turciei, Recep Tayyip Erdoğan, candidatul Partidului pentru Dreptate și Dezvoltare (AKP), a câștigat alegerile prezidențiale din Turcia din primul tur, devenind primul șef al statului ales prin vot direct.[49]
- 12 august: Numărul deceselor din cauza virusului Ebola a trecut de 1.000.[50] Are loc primul deces în Europa cauzat de acest virus - un preot spaniol adus la Madrid pentru tratamentul cu ZMapp, un tratament experimental.[51]
- 12 august: Medalia Fields, "Premiul Nobel" al matematicii, a fost atribuită pentru prima dată unei femei, o americană de origine iraniană, profesoară la Universitatea Stanford, Maryam Mirzakhani.
- 13 august: Onufrie Berezovski, mitropolit al Cernăuților și Bucovinei, a fost ales întâistătător al Bisericii Ortodoxe Ucrainene afiliate Patriarhiei Moscovei.
- 15 august: Forțele ucrainene au deschis focul asupra unui convoi de 23 de transportoare de vehicule blindate, camioane cu benzină și alte vehicule militare rusești "distrugând cea mai mare parte" a blindatelor. Convoiul trecuse granița Ucrainei în seara zilei de 14 august pe la un post de frontieră controlat de separatiștii pro-ruși.[52]
- 16 august: Ceremonia de deschidere a Jocurilor Olimpice pentru tineret de la Nanjing, China.
- 20 august: Alunecările de teren survenite din cauza ploilor torențiale în orașul japonez Hiroshima s-au soldat cu 63 de morți, iar 25 de persoane sunt în continuare date dispărute.
- 21 august: România: Tribunalul Ilfov a decis să-l elibereze condiționat pe fostul premier Adrian Nastase din penitenciarul Jilava, după ce acesta a executat o treime din pedeapsă.
- 22 august: Pentru prima dată în România a fost confirmată boala limbii albastre care afectează vacile și oile. Focarele au fost confirmate în județul Buzău. Boala limbii albastre este o maladie infecțioasă foarte gravă, transmisă prin înțepătura unor țânțari dintr-o specie provenită din Africa.
- 22 august: Convoaiele cu ajutoare din Rusia au intrat în estul Ucrainei, fără permisiunea din partea guvernului ucrainean, ceea ce a dus condamnare din partea SUA, UE, NATO și a determinat ONU să organizeze o ședință de urgență pentru a discuta despre această acțiune. Nici o altă țară nu a trimis ajutoare umanitare în regiune.[53]
- 25 august: Premierul francez Manuel Valls a prezentat demisia guvernului. Demisia survine la nici cinci luni de la formarea sa, după înfrângerea istorică a socialiștilor la alegerile municipale din luna martie.
- 26 august: Mișcarea palestiniană Hamas și Israel au ajuns la un acord de încetare a focului permanent, pentru a pune capăt unui război ce durează de 50 de zile.
- 27 august: În urma întrevederii dintre președintele rus Vladimir Putin și președintele ucrainean Petro Poroșenko la Minsk, președintele Poroșenko anunță că va fi pregătit un plan pentru încetarea focului cât mai curând posibil în estul Ucrainei.
- 28 august: Forțele Armate ale Ucrainei susțin că separatiștii pro-ruși, susținuți de tancuri și transportoare blindate ale Forțelor Armate Ruse, luptă pe două fronturi.[54] Un înalt oficial NATO a declarat că în Ucraina luptă în acest moment peste 1.000 de militari ruși.[55]
- 28 august: România: La București are loc a 8-a ediție a Congresului European de Filosofie Analitică, organizat de Universitatea din București. Congresul va dura 6 zile, timp în care peste 300 de filosofi se vor reuni pentru a participa la unul dintre cele mai importante evenimente mondiale din domeniul filosofiei.
- 31 august: Parlamentul Chinei decide că Hong Kong nu poate organiza alegeri democratice pentru funcția de lider al regiunii autonome în 2017. Pentru acest post vor fi propuse două sau trei persoane, care mai întâi vor trebuie să obțină votul majoritar în cadrul unui comitet special numit de autoritățile chineze.[56]

### Septembrie

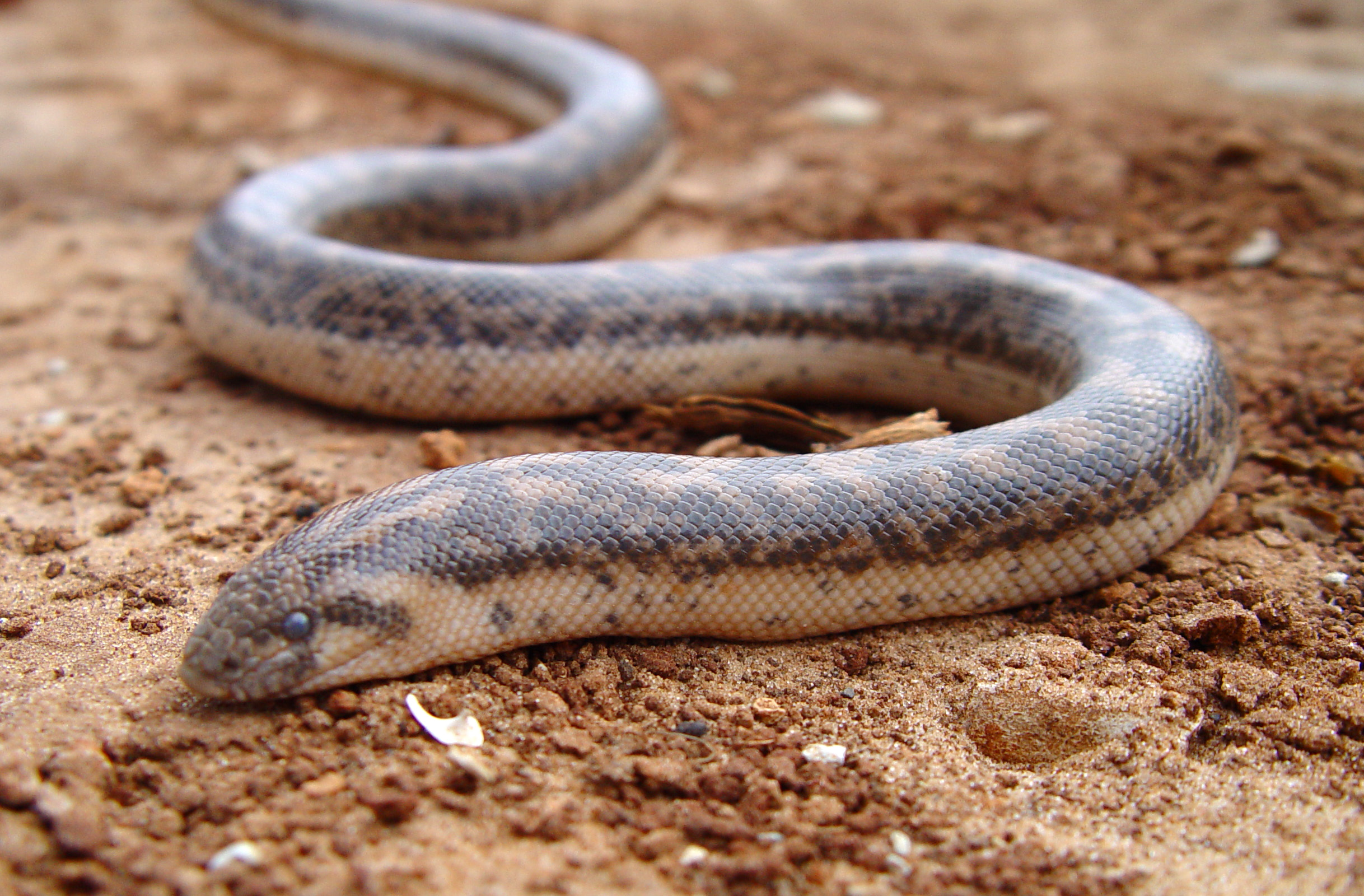
15 septembrie: Societatea Ornitologică Română anunță că o populație de boa de nisip (Eryx jaculus) a fost descoperită recent în Lunca Dunării, după 80 de ani de când această specie nu a mai fost văzută în viață în România.

- 5 septembrie: Guvernul din Ucraina și rebelii pro-ruși au ajuns la un acord pentru încetarea focului în estul țării.
- 8 septembrie: Marin Čilić din Croația îl învinge pe japonezul Kei Nishikori în finala de simplu masculin de la US Open. Este prima victorie într-un turneu de Grand Slam pentru Čilić și este pentru prima dată din 1998 când au existat opt câștigători diferiți ale marilor finale de simplu Grand Slam.
- 14 septembrie: Alegerile generale din Suedia au fost câștigate cu 31,01% de Partidul Social Democrat Suedez. Partidul Moderat a obținut 23,33% din voturi și Democrații Suedezi 12,86%.
- 15 septembrie: Societatea Ornitologică Română anunță că o populație de boa de nisip (Eryx jaculus) a fost descoperită recent în Lunca Dunării, după 80 de ani de când această specie nu a mai fost văzută în viață în România.[57]
- 15-23 septembrie: La Amman se desfășoară a treisprezecea sesiune plenară a Comisiei Mixte de Dialog Teologic Catolic-Ortodox.
- 18 septembrie: Telescopul Hubble a descoperit o gaură neagră supermasivă în cea mai mică galaxie identificată până acum (galaxia pitică M60-UCD1).
- 18 septembrie: Scoția a votat împotriva independenței de Marea Britanie - referendumul pentru independența Scoției - 55,3% dintre votanți au spus "Nu" la întrebarea Ar trebui ca Scoția să fie o țară independentă? față de 44,7% care au spus "Da".
- 19 septembrie: Franța a lansat primele sale lovituri aeriene în nord-estul Irakului, distrugând "un depozit logistic" al jihadiștilor din Statul Islamic (IS).
- 22 septembrie: Vehiculul spațial american MAVEN, prima sondă a cărei misiune este să descopere misterul dispariției unei mari părți a atmosferei planetei Marte într-un trecut îndepărtat, a reușit să se înscrie pe orbita planetei roșii.
- 23 septembrie: O coaliție condusă de Statele Unite lansează raiduri în Siria asupra pozițiilor grupărilor Statul Islamic și al-Qaida.
- 23 septembrie: Conform bilanțului ONU prezentat la Geneva în fața Consiliului Națiunilor Unite pentru Drepturile Omului, conflictul din Ucraina a făcut 3.245 de morți.
- 27 septembrie: Bilanțul oficial al deceselor de la izbucnirea virusului Ebola ajunge la 3.000 anunță Organizația Mondială a Sănătății care avertizează că cifrele oficiale "subestimează cu mult amploarea reală a epidemiei".[58]

### Octombrie

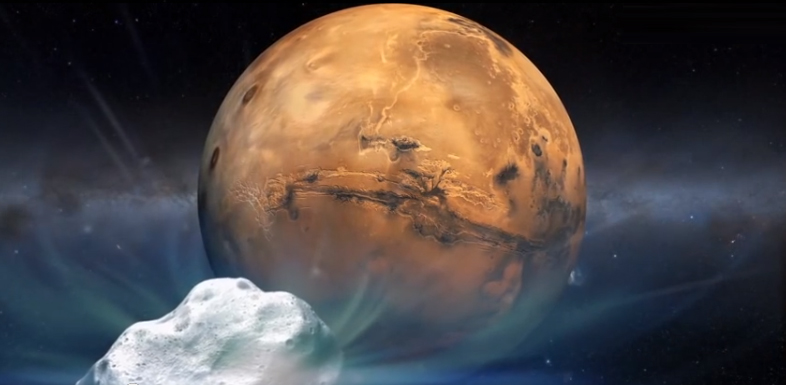
19 octombrie: Cometa Siding Spring din Norul lui Oort a trecut la o distanță de 135.895 kilometri de Marte, cu o viteză de 56 km/s. Următoarea întoarcere a cometei în sistemul solar va avea loc peste un milion de ani. În imagine planeta Marte văzută de pe cometa Siding Spring - concepție artistică.

- 5 octombrie: Alegeri generale în Brazilia.
- 8 octombrie: Președintele kenyan Uhuru Kenyatta a devenit primul șef de stat care compare în fața Curții Penale Internaționale pentru o audiere înainte de procesul în care este judecat pentru crime împotriva umanității.
- 9 octombrie: Serghei Aksionov, unul din artizanii alipirii peninsulei ucrainene Crimeea la Rusia în luna martie, a fost ales în unanimitate, ''președinte al republicii Crimeea''' de către parlamentari locali pentru un mandat de cinci ani.
- 10 octombrie: Kim Jong-un, lider al Coreei de Nord, nu și-a făcut apariția la evenimentul care a marcat a 69-a aniversare de la fondarea Partidului Muncitorilor din Coreea, sporind speculațiile cu privire la absența sa publică îndelungată.
- 10 octombrie: Cel mai recent bilanț al Organizației Mondiale a Sănătății anunță că pragul de 4.000 de decese cauzate de febra hemoragică Ebola a fost depășit.
- 14 octombrie: Viscolul și avalanșa care au afectat partea nepaleză a masivului Himalaya au provocat moartea a 40 de alpiniști străini și ghizi nepalezi.
- 19 octombrie: Cometa Siding Spring din Norul lui Oort a trecut la o distanță de 135.895 kilometri de Marte, cu o viteză de 56 km/s. Următoarea întoarcere a cometei în sistemul solar va avea loc peste un milion de ani.
- 21 octombrie: România: Arheologi români au scos la lumină la Curtea Domnească din Târgoviște două morminte vechi, mai multe monede și câteva fragmente de podoabe care datează dinainte de anul 1400. Această descoperire arată că cetatea este mult mai veche decât se credea inițial; specialiștii spun că în zonă a existat o altă biserică, ridicată în jurul anului 1300 sau chiar mai demult.
- 21 octombrie: România: Cel mai puternic laser din Europa și al doilea laser din lume a fost inaugurat la Institutului Național de Fizică a Laserilor, Plasmei și Radiației de la Măgurele.
- 22 octombrie: Un bărbat a deschis focul asupra unui militar la Memorialul național de război, iar ulterior cel puțin 20 de focuri de armă au fost trase în Parlamentul Canadei, incidentele soldându-se cu moartea atacatorului și a unui militar.
- 29 octombrie: Noua Zeelandă va organiza un referendum cu privire la drapelul său național în 2016.
- 30 octombrie: Suedia recunoaște oficial Palestina ca stat suveran. Israelul și-a rechemat ambasadorul din Suedia.
- 31 octombrie: Organizația Mondială a Sănătății anunță că epidemia de Ebola a ucis până în prezent 4.951 de persoane din cele 13.567 de cazuri confirmate în opt țări.
- 31 octombrie: Australia și Statele Unite ale Americii ridică sancțiunile împotriva statului Fiji după recentele alegeri democratice.
- 31 octombrie: Blaise Compaoré demisionează din funcția de președinte al Burkina Faso după 27 de ani la conducerea țării, în urma unei mișcări populare de protest fără precedent. Șeful statului major al armatei, generalul Honoré Traoré, a anunțat într-un comunicat că își va asuma responsabilitățile de șef al statului.

### Noiembrie

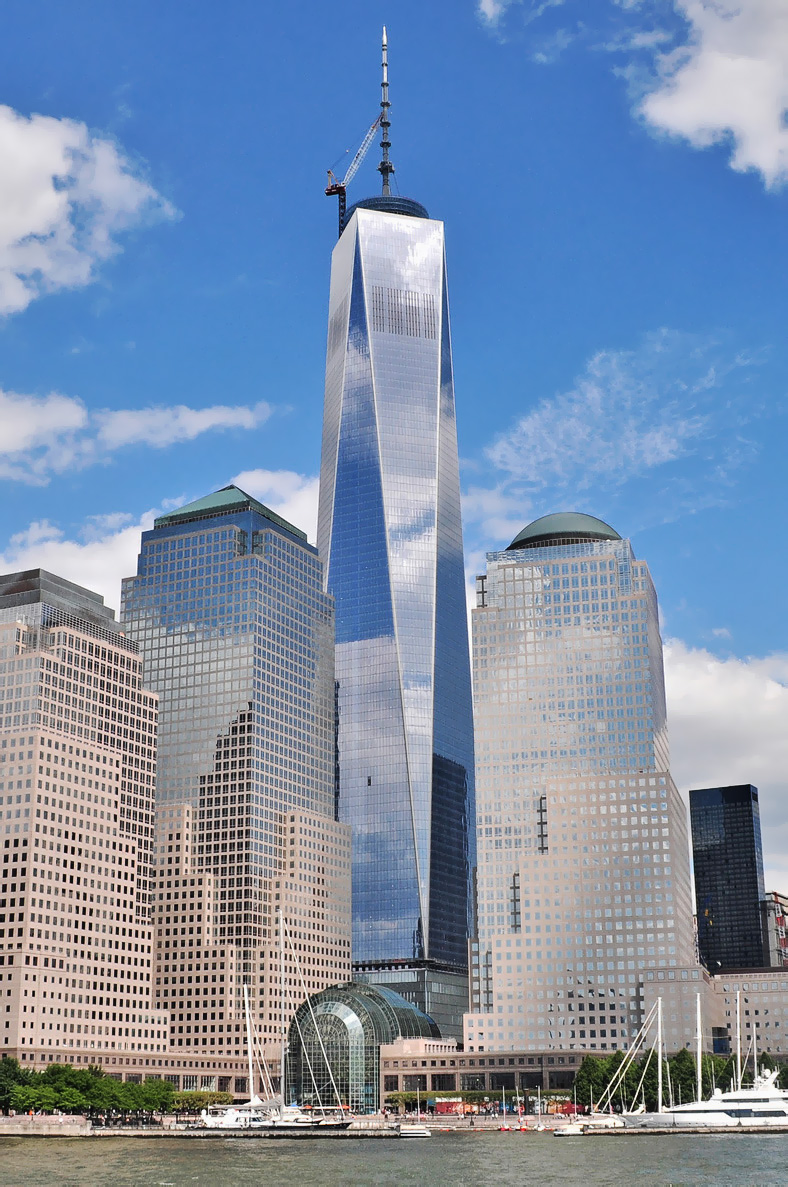
One World Trade Center este inaugurat

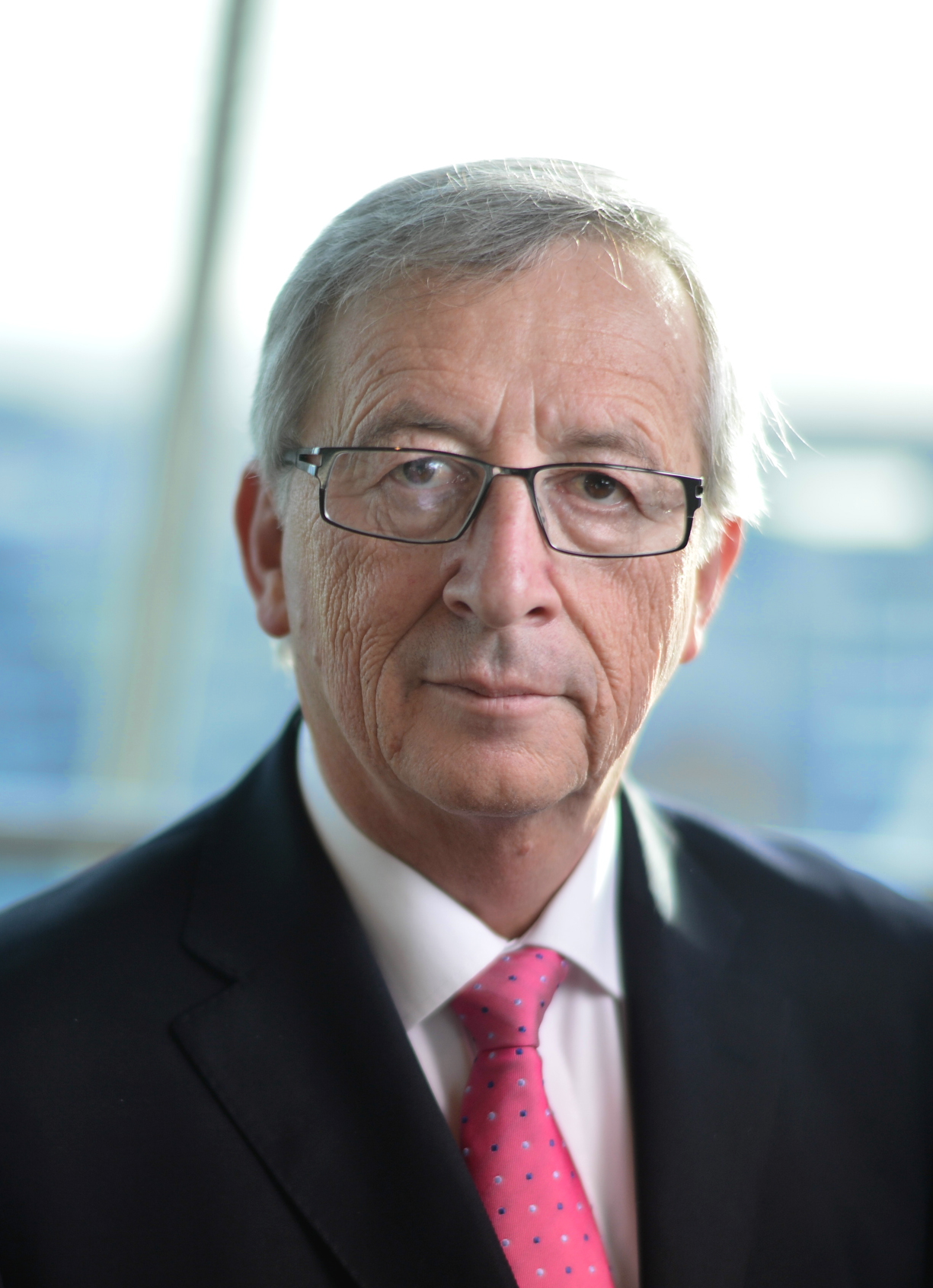
1 noiembrie: Jean-Claude Juncker devine noul președinte al Comisiei Europene

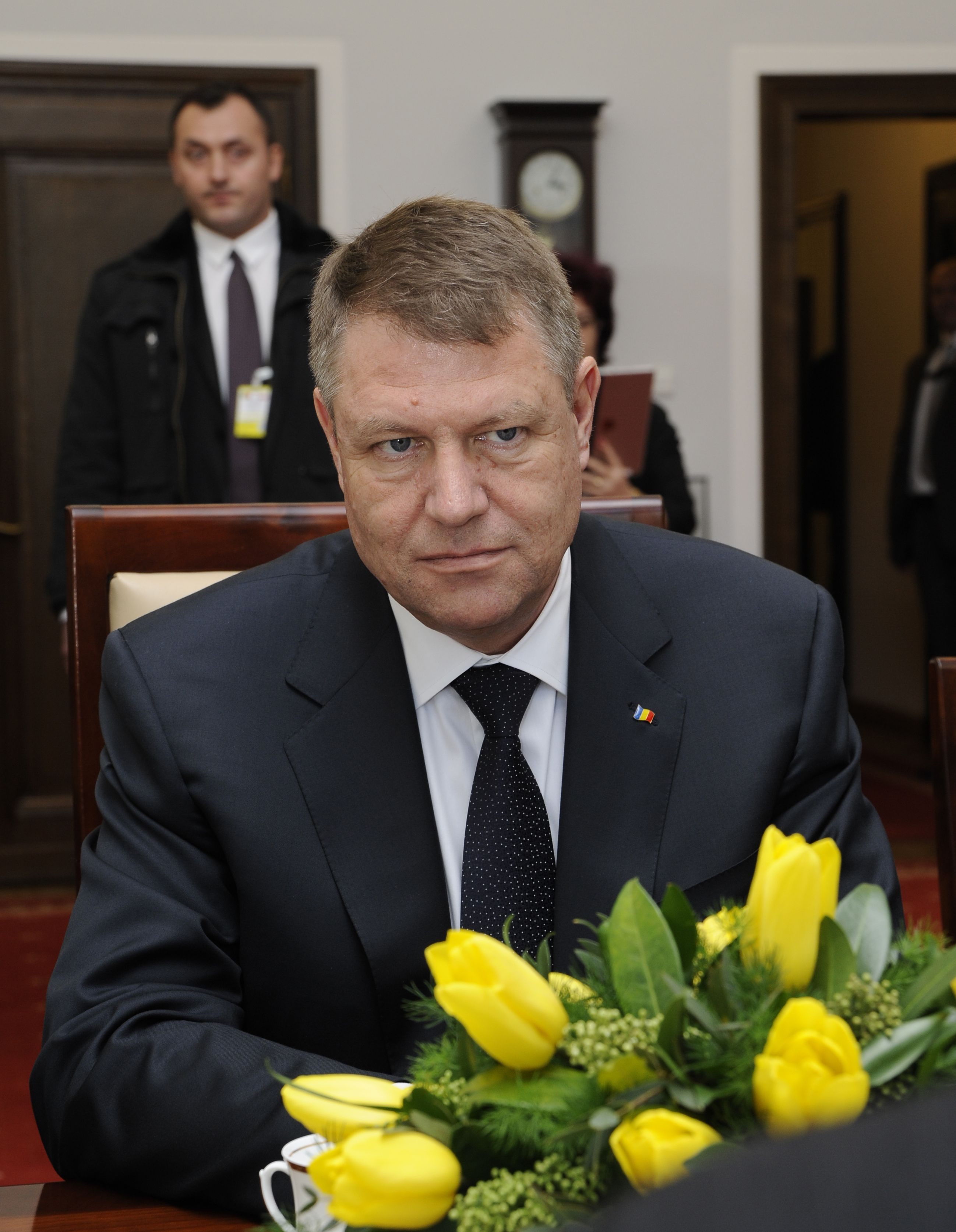
16 noiembrie: Klaus Iohannis câștigă alegerile prezidențiale, devenind al VI-lea președinte al României.

- 2 noiembrie: Primul tur al alegerilor prezidențiale din România. Pentru turul al doilea s-au calificat Victor Ponta, susținut de alianța PSD–UNPR–PC, care a obținut 40,44% din voturile exprimate, și Klaus Iohannis, susținut de ACL, care a obținut 30,37%. Prezența la vot a fost de 53,17%.
- 3 noiembrie: Turnul One World Trade Center din New York a fost inaugurat la 13 ani de la atentatele din 11 septembrie.
- 4 noiembrie: Poliția federală mexicană a arestat un primar și pe soția acestuia, acuzați că ar fi ordonat răpirea și uciderea a 43 de studenți în Iguala, Guerrero.[59]
- 9 noiembrie: Referendumul pentru autodeterminarea Cataloniei - 80,7% dintre participanți au votat în favoarea independenței (rezultate provizorii). Consultarea este simbolică fără valoare legală, organizată în pofida faptului că a fost interzisă la solicitarea autorităților de la Madrid.
- 12 noiembrie: Sonda europeană Rosetta a lansat modulul Philae spre cometa 67P/Ciuriumov-Gherasimenko, aflată la o distanță de 22 de kilometri.
- 16 noiembrie: România: Al doilea tur al alegerilor prezidențiale din România. Klaus Iohannis a obținut 54,43% din voturi, iar Victor Ponta 45,56%. Prezența la vot a fost de 64,10%. Astfel Klaus Iohannis devine al VI-lea președinte al României, pentru o perioadă de cinci ani, succedându-l pe Traian Băsescu. La secțiile de votare din străinătate zeci de mii de români nu au putut să voteze, din cauza proastei organizări a alegerilor.
- 18 noiembrie: UNESCO declară Monumentul Rizal din Manila, Machu Picchu din Peru, Drumul lui Iacob din Spania și Arhipeleagul Dampier din Australia ca Locuri din Patrimoniul Mondial UNESCO în pericol.
- 19 noiembrie: Organizația Mondială a Sănătății anunță că epidemia de Ebola a ucis până în prezent 5.420 de persoane din cele 15.145 de cazuri confirmate în opt țări. OMS estimează că cifrele acestor bilanțuri sunt subestimate.[60]
- 20 noiembrie: Vizita în Republica Moldova a președintelui ucrainean Petro Poroșenko și a celui polonez, Bronisław Komorowski. Într-o serie de întrevederi cu președintele moldovean Nicolae Timofti, cu președintele parlamentului moldovean Igor Corman și cu premierul moldovean Iurie Leancă s-a lansat inițiativa de constituire a unei platforme parlamentare de dialog în formatul Republica Moldova-Ucraina-Polonia.[61]
- 29-30 noiembrie: Vizita papei Francisc la Patriarhia Ecumenică, de sărbătoarea sfântului Andrei
- 30 noiembrie: Alegeri legislative în Republica Moldova

### Decembrie

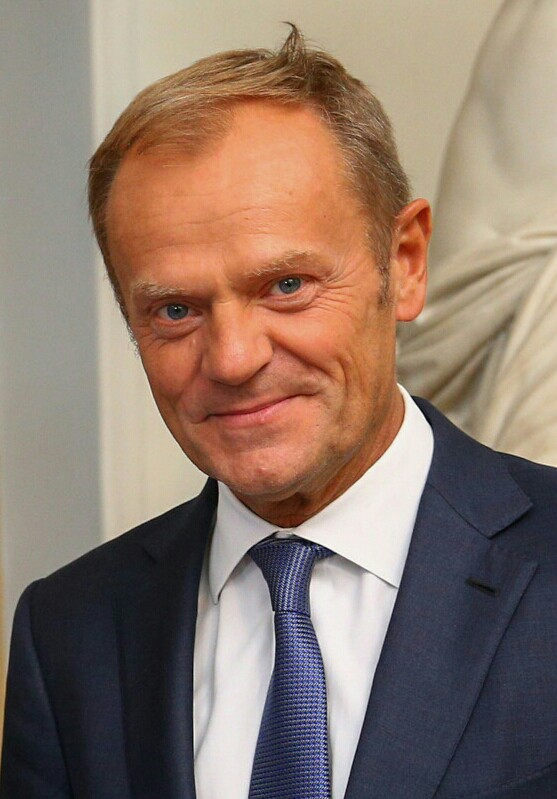
Donald Tusk devine cel de-al doilea președinte al Consiliului European

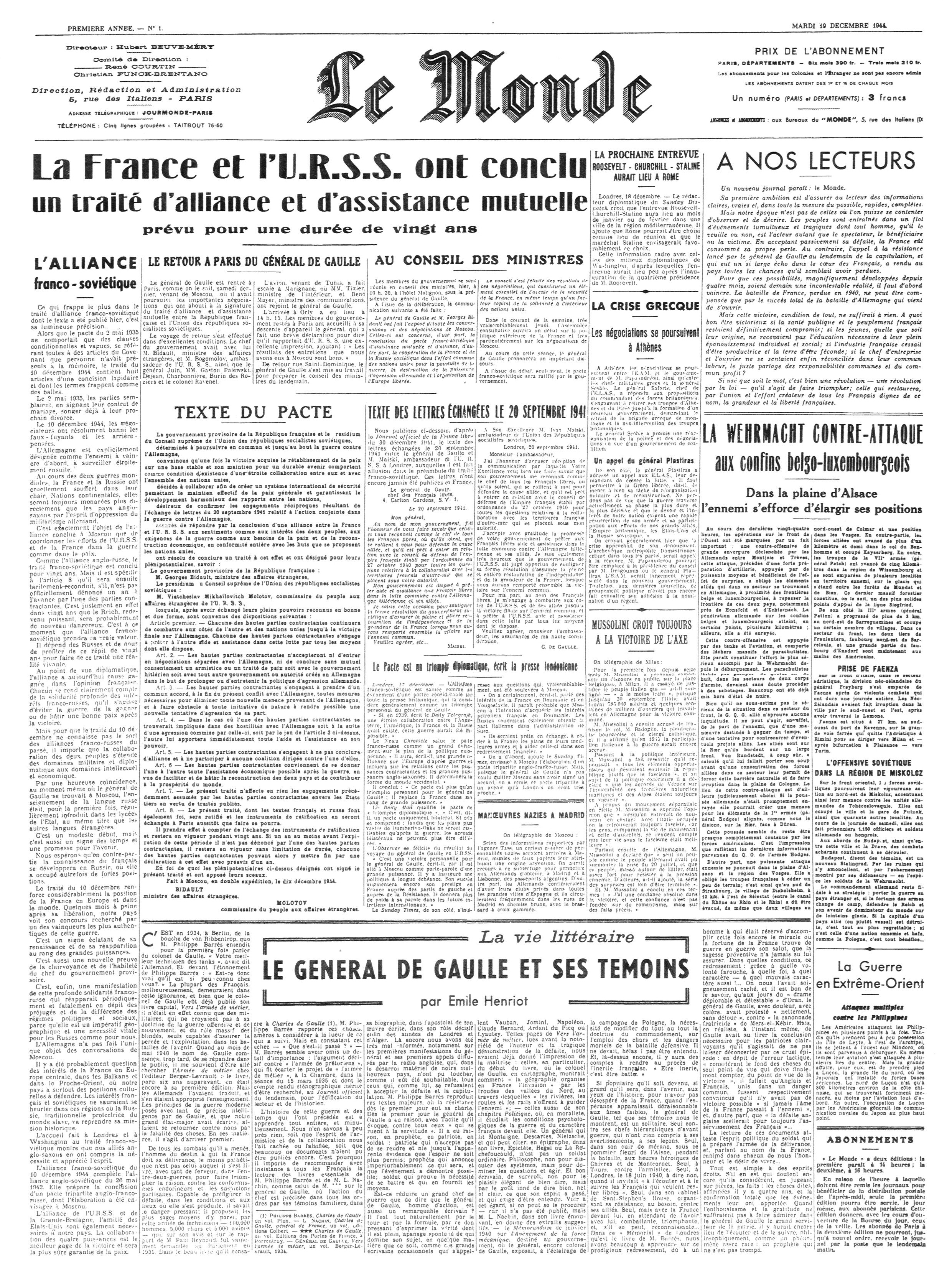
18 decembrie: Ziarul Le Monde împlinește 70 de ani de la prima sa apariție.

- 5 decembrie: NASA a anunțat lansarea cu succes a capsulei Orion fără echipaj uman, în jurul Pământului. Capsula a fost construită pentru a transporta, într-un viitor, astronauți către un asteroid sau spre planeta Marte. Zborul a durat 4 ore și 24 de minute și capsula a amerizat în apele Pacificului.
- 9 decembrie: Senatul american a făcut public un raport care critică puternic faptul că CIA a folosit tortura împotriva persoanelor deținute după atentatele de la 11 septembrie 2001. Conform unui raport parlamentar european publicat în 2007 baze secrete ale CIA ar fi existat și în Polonia, România și Lituania.[62]
- 10 decembrie: Charlene, Prințesă de Monaco, soția lui Albert al II-lea, Prinț de Monaco, a născut gemenii Jacques și Gabriella. Jacques va deveni moștenitorul aparent în linia de succesiune la tronul din Monaco.
- 10 decembrie: Miliardarul rus Alișer Usmanov, care a cumpărat la licitație medalia Nobel a geneticianului și biochimistului american James Watson, acordată în 1962, declară că o va dona înapoi lui Watson și că a dorit ca prin gestul lui să aducă un omagiu oamenilor de știință și să sprijine științele.
- 13 decembrie: Congresul american a adoptat definitiv legea ce autorizează noi sancțiuni împotriva Rusiei și o majorare a ajutorului militar, inclusiv letal, acordat Ucrainei.

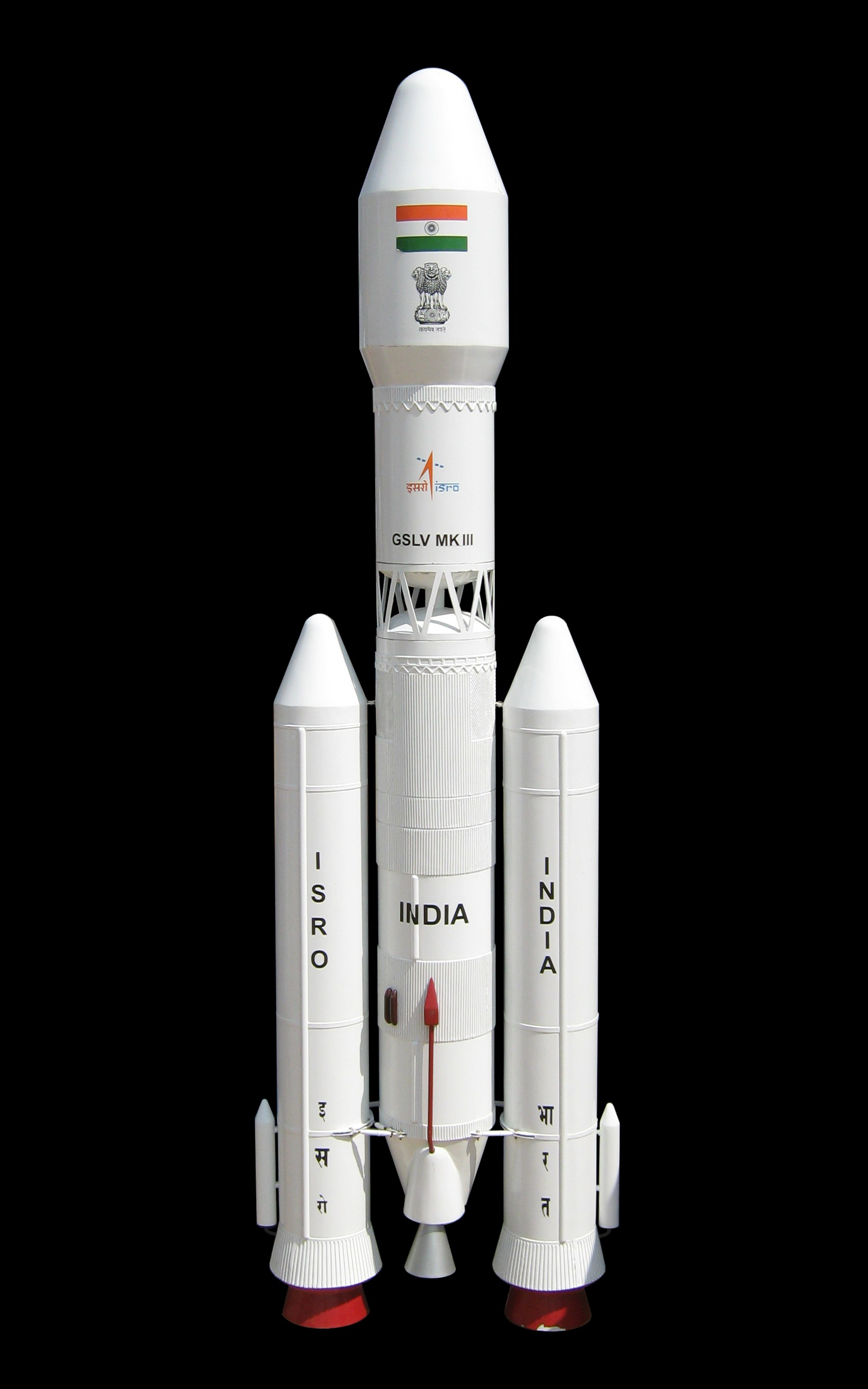
18 decembrie: India a lansat cu succes cea mai mare rachetă din istoria sa spațială, concepută pentru a transporta sateliți de comunicație de mari dimensiuni.

- 13 decembrie: Conform bilanțului publicat de Oficiul Națiunilor Unite pentru ajutor umanitar (OCHA), conflictul din estul Ucrainei a cauzat moartea a 4.634 de persoane de la debutul său la jumătatea lunii aprilie, inclusiv cele 298 de victime ale accidentului avionului companiei Malaysian Airlines pe 17 iulie.
- 14 decembrie: Partidul Liberal Democrat din Japonia a obținut 291 din cele 475 mandate în camera inferioară a parlamentului nipon, iar împreună cu aliatul său centrist Noul Komeito vor deține 326 de locuri.
- 15 decembrie: Un islamist radical înarmat a sechestrat circa 15 persoane într-o cafenea din orașul australian Sydney. A fost ucis 16 ore mai târziu, în urma asaltului lansat de forțele de ordine, în timpul operațiunii pierzându-și viața de asemenea doi ostatici, iar alte patru persoane au fost rănite.
- 15 decembrie: România: Un elicopter SMURD s-a prăbușit în Lacul Siutghiol din județul Constanța. Toți cei patru membri ai echipajului au decedat.[63]
- 18 decembrie: România: După ce Klaus Iohannis și-a depus mandatul de lider al PNL, Biroul Politic Național a ales-o pe Alina Gorghiu președinte al partidului cu 48 de voturi. Contra-candidatul ei, Ludovic Orban, a obținut 27 de voturi.
- 18 decembrie: India a lansat cu succes cea mai mare rachetă din istoria sa spațială, concepută pentru a transporta sateliți de comunicație de mari dimensiuni.
- 18 decembrie: Ziarul Le Monde împlinește 70 de ani de la prima sa apariție.
- 21 decembrie: România: Președintele Klaus Iohannis a depus juramântul de învestire (devenind al VI-lea președinte al României) în ședința solemnă a Senatului și Camerei Deputaților. El îl succede pe Traian Băsescu.
- 24 decembrie: România: Cel mai cald Ajun de Crăciun din ultimii 50 de ani, cu temperaturi ridicate în întreaga țară, în unele locuri atingându-se 20 grade Celsius.[64] Două zile mai târziu, 31 de județe erau sub cod galben de ninsori și precipitații mixte.[65]
- 26 decembrie: Organizația Mondială a Sănătății anunță că epidemia de Ebola a ucis până în prezent cel puțin 7.708 de persoane în lumea întreagă.[66]
- 28 decembrie: Un avion de tip Airbus A320-200 aparținând companiei indonesiene low-cost AirAsia cu 162 de persoane la bord (157 de indonezieni, 3 sud-coreeni, 1 malaezian și 1 singaporez) a dispărut între Indonezia și Singapore.
- 31 decembrie: România: Cea mai geroasă noapte de Revelion din ultimii 50 de ani, cu temperaturi de -25 grade Celsius.[67]
- 31 decembrie: Italia: Președintele Giorgio Napolitano, în vârstă de 89 de ani, a anunțat în discursul de sfârșit de an apropiata sa demisie, decizie justificată prin vârsta sa înaintată.

## Aniversări/Comemorări
- 6 iunie: 70 de ani de la Debarcarea din Norvegia.
- 28 iunie: 100 de ani de la Atentatul de la Sarajevo.
- 28 iulie: 100 de ani de la izbucnirea Primului Război Mondial.
- 22 decembrie: 25 de ani de la Revoluția Română din 1989.

## Nașteri
- 20 februarie: Prințesa Leonore, Ducesă de Gotland, nepoata regelui Carl al XVI-lea Gustaf al Suediei
- 10 decembrie: Prințul Jacques Honoré Rainier, Marchiz de Baux, fiul geamăn al prințului Albert al II-lea de Monaco
- 10 decembrie: Principesa Gabriella, Contesă de Carladès, fiica geamănă a prințului Albert al II-lea

## Decese

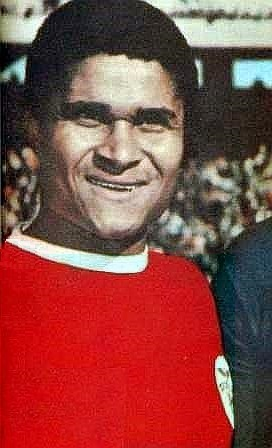
Eusébio, fotbalist portughez

Emiel Pauwels, atlet belgian

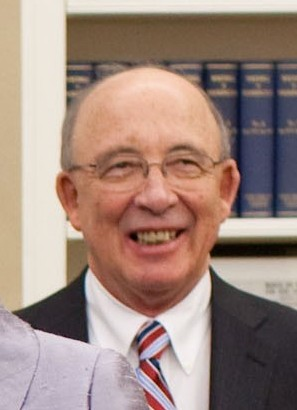
Dale T. Mortensen, economist american

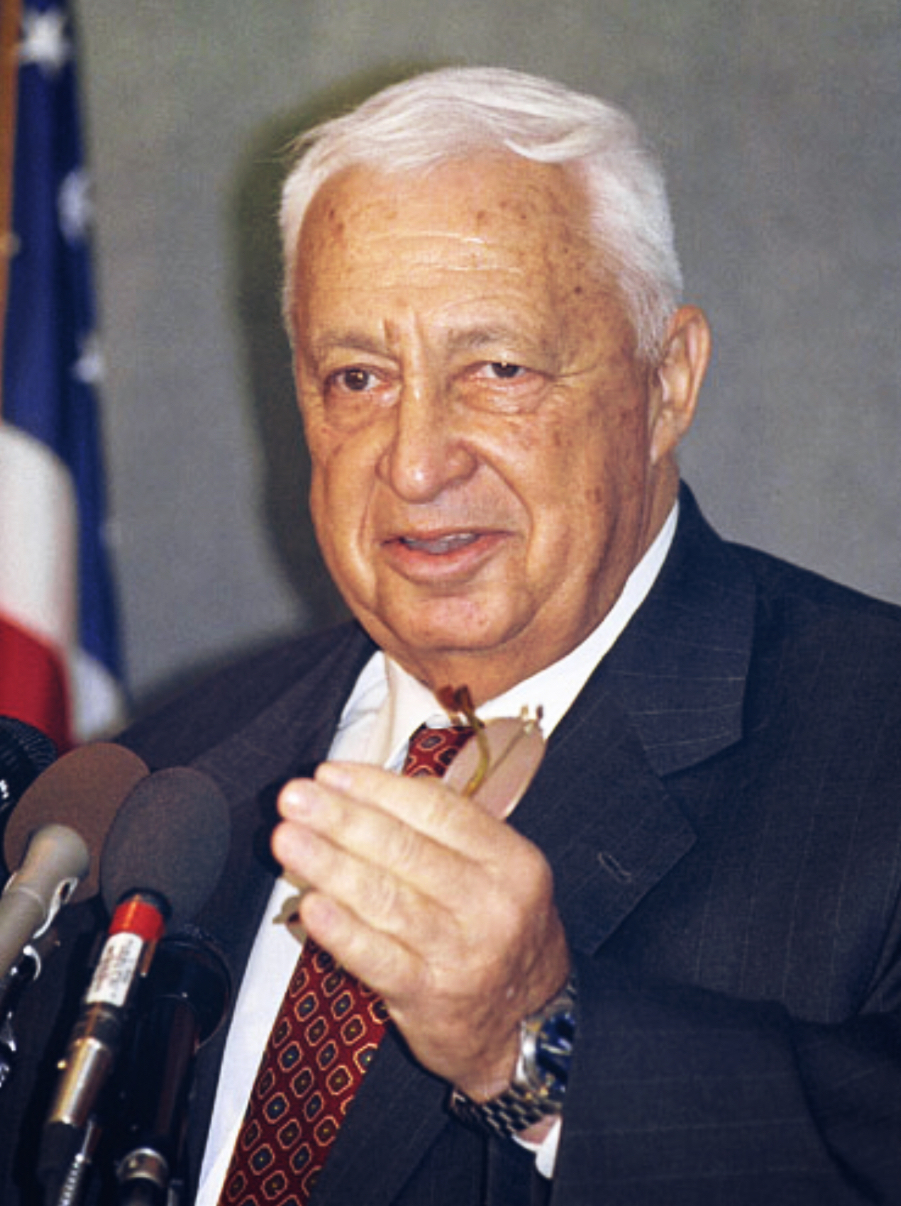
Ariel Șaron, politician

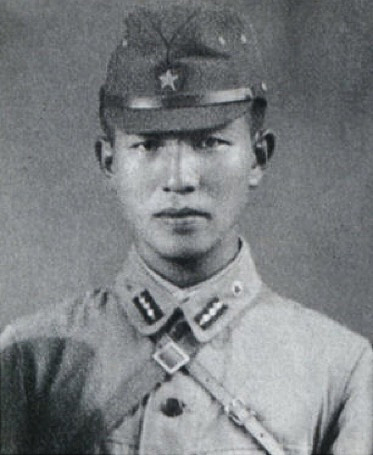
Hiroo Onoda, soldat japonez

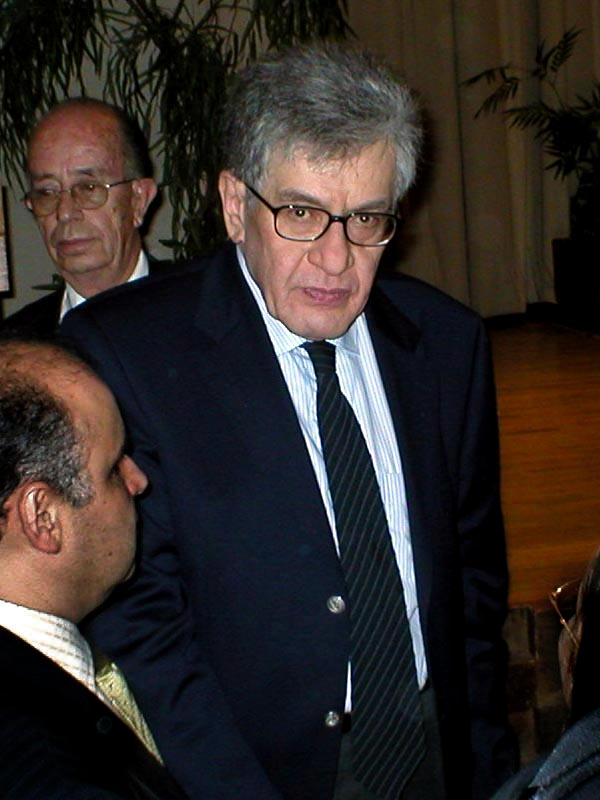
José Emilio Pacheco, poet, romancier mexican

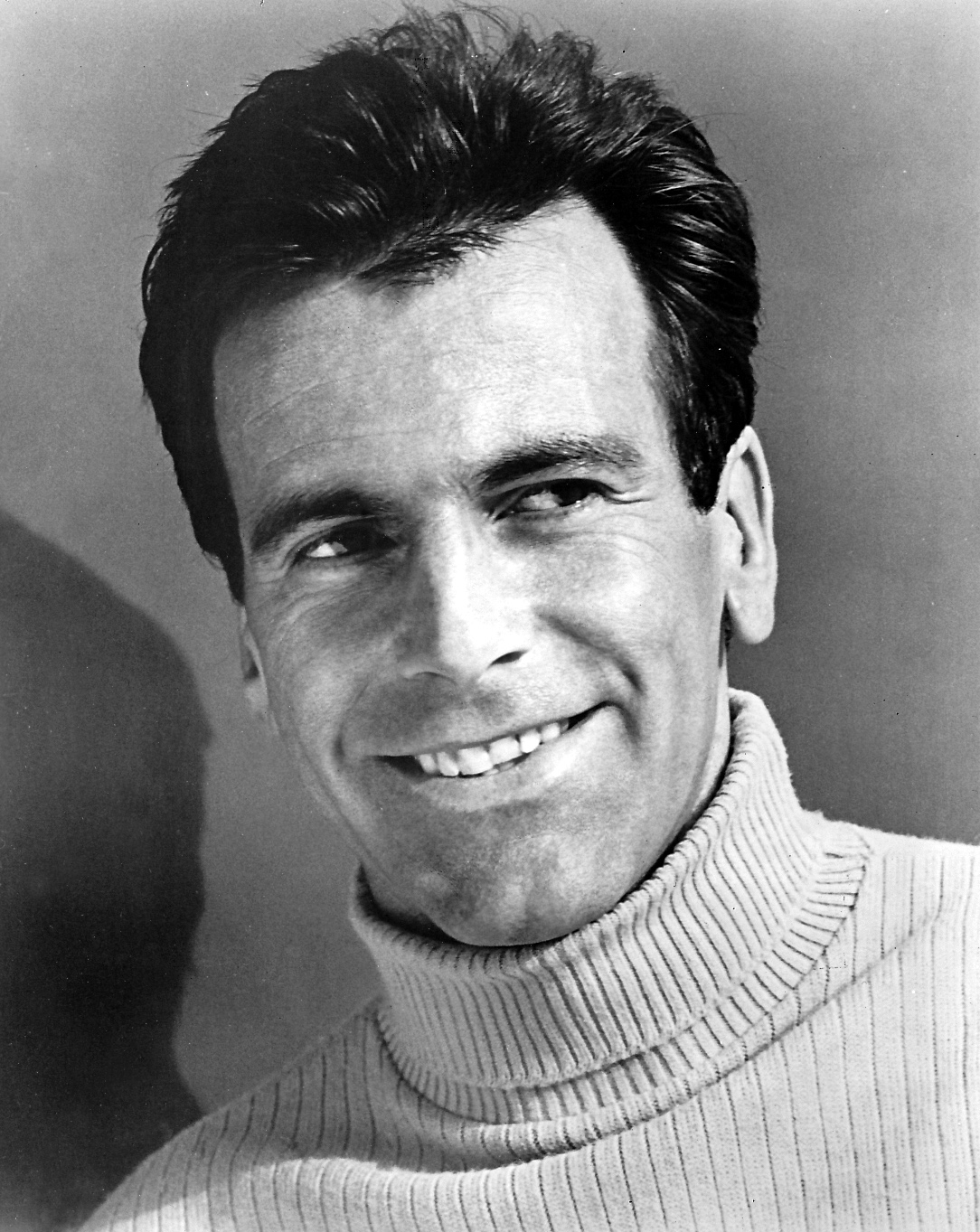
Maximilian Schell, actor austriac

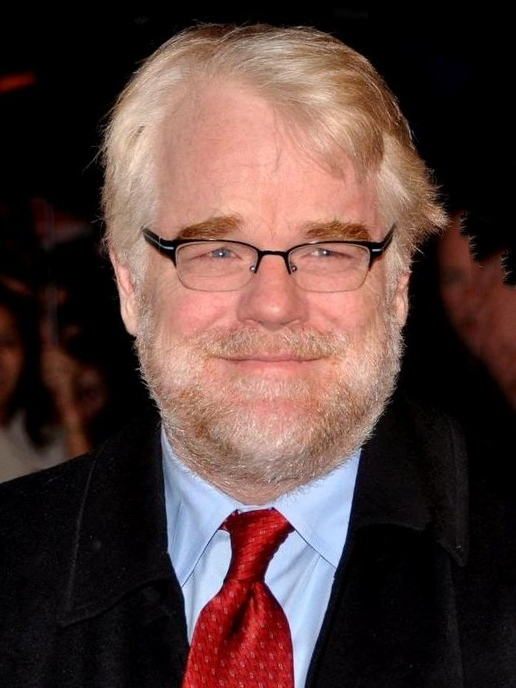
Philip Seymour Hoffman, actor american

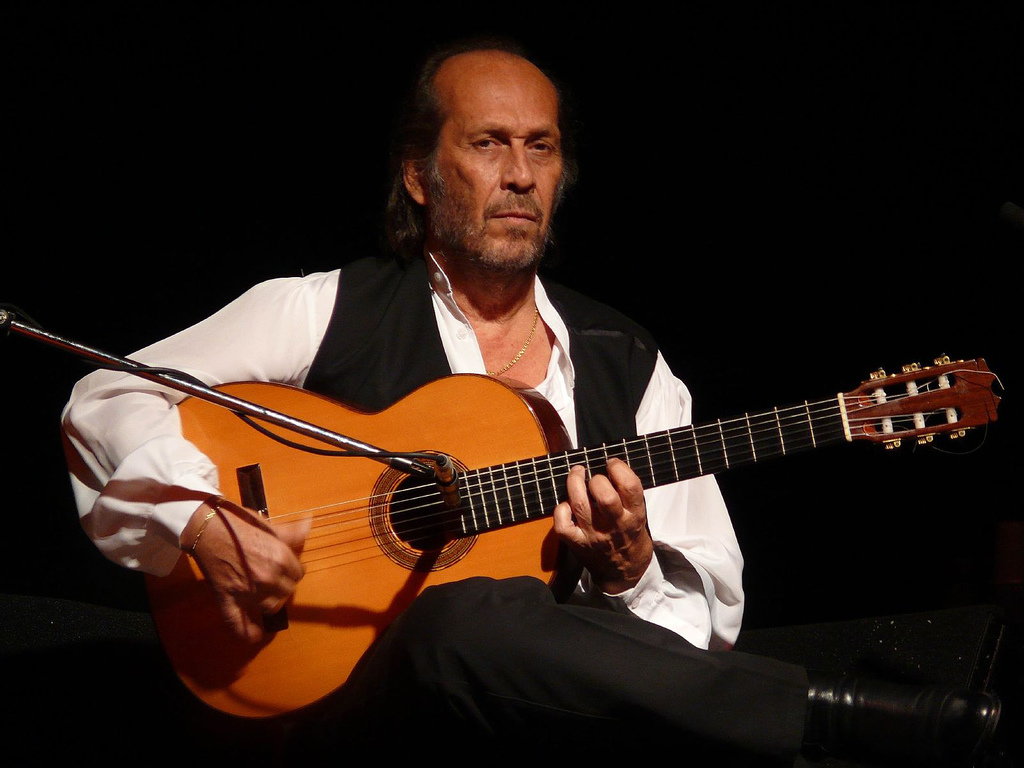
Paco de Lucía, muzician spaniol

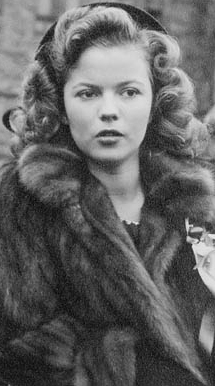
Shirley Temple, actriță americană

Nicolae Herlea, bariton român

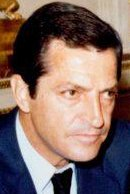
Adolfo Suárez, prim-ministru al Spaniei

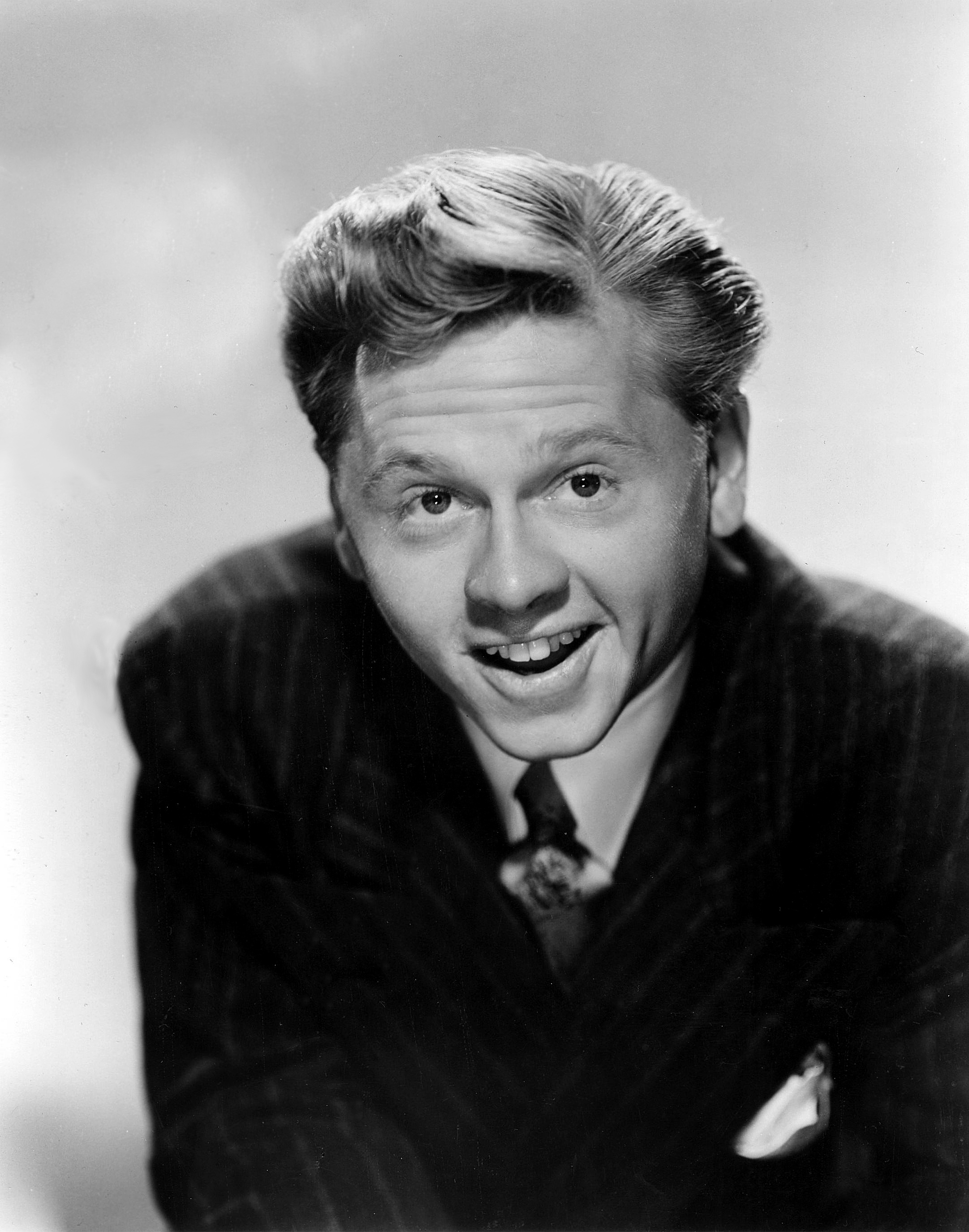
Mickey Rooney, actor american

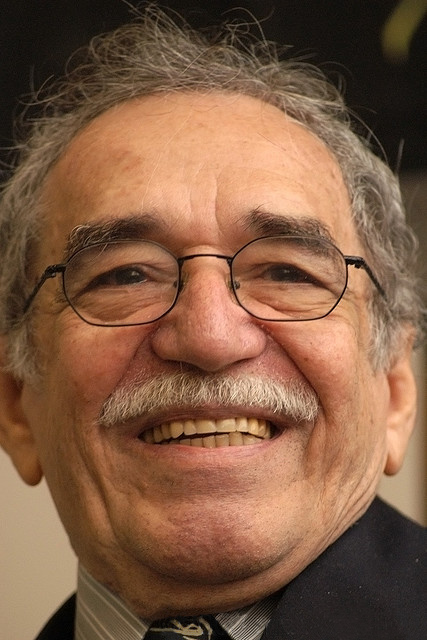
Gabriel García Márquez, scriitor columbian

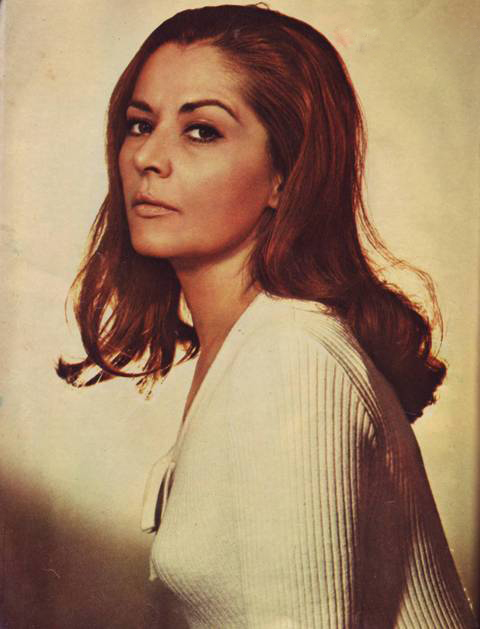
Margareta Pogonat, actriță română

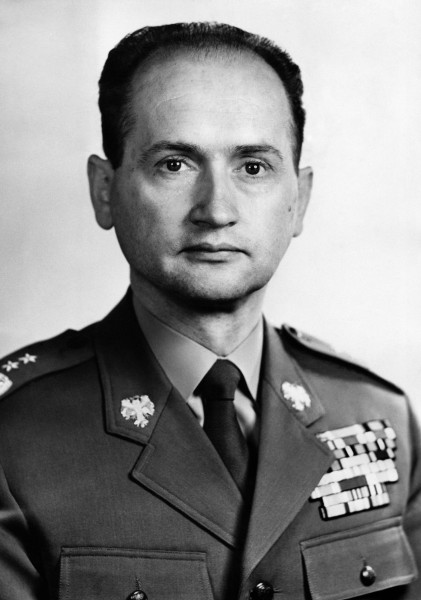
Wojciech Jaruzelski, ultimul președinte comunist al Poloniei

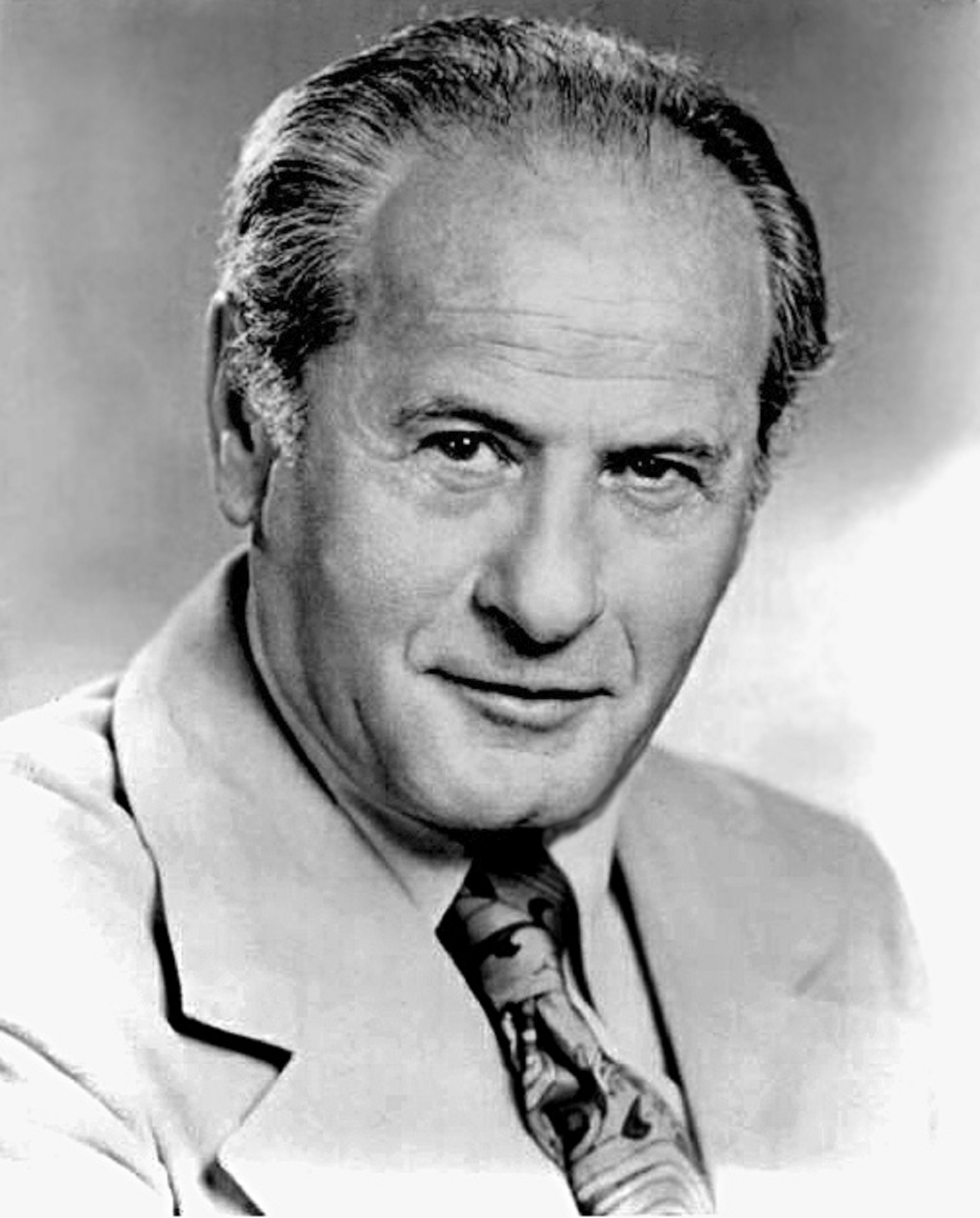
Eli Wallach, actor american

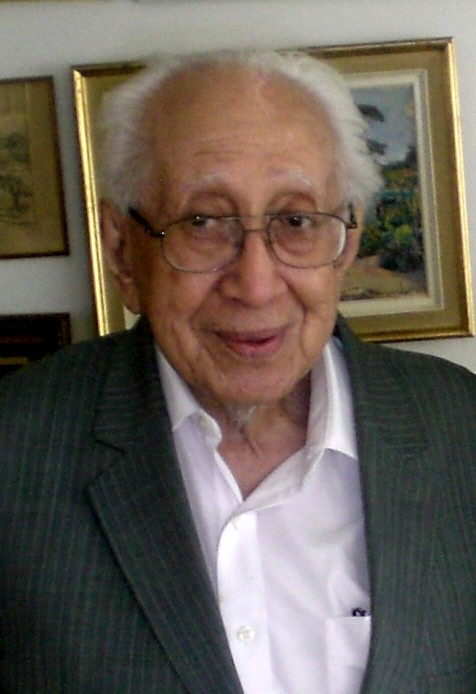
Ramón José Velásquez, președinte al Venezuelei

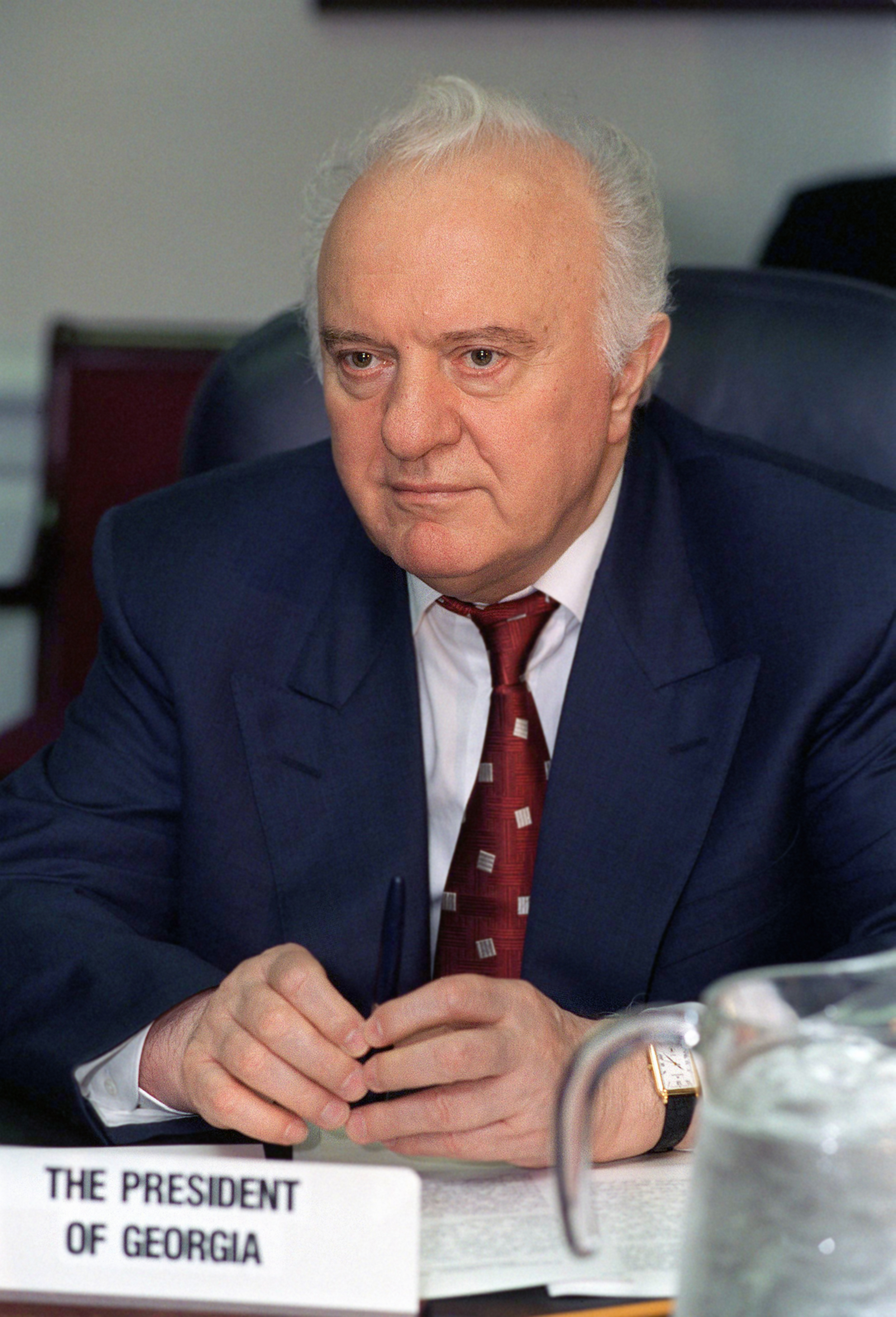
Eduard Șevardnadze, președinte al Georgiei

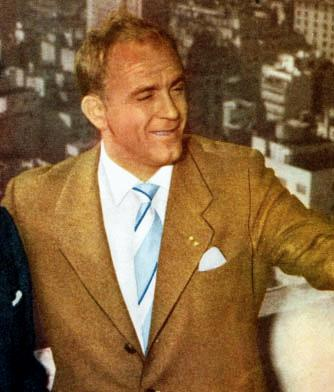
Alfredo Di Stéfano, fotbalist argentiniano-spaniol

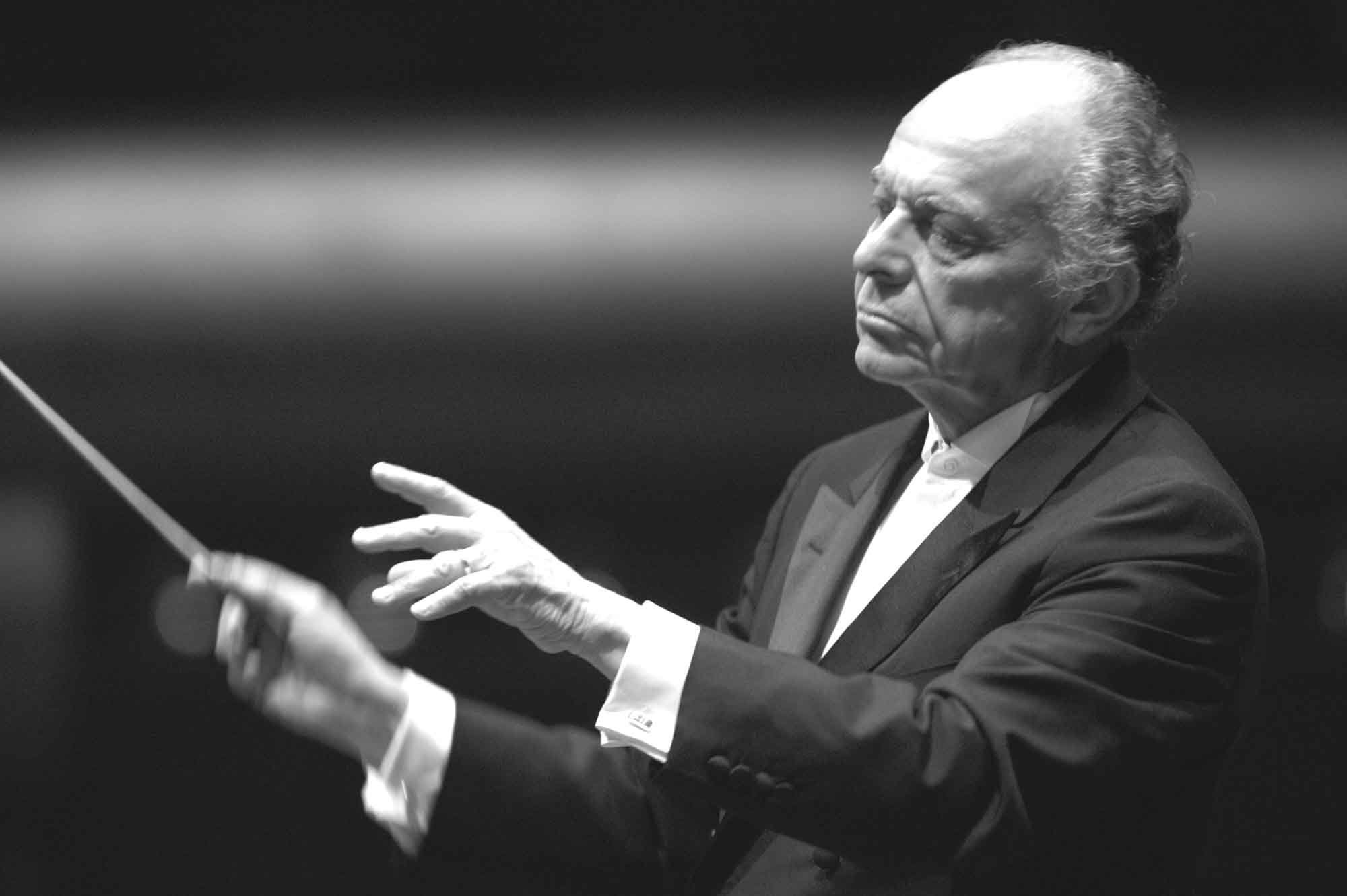
Lorin Maazel, dirijor american

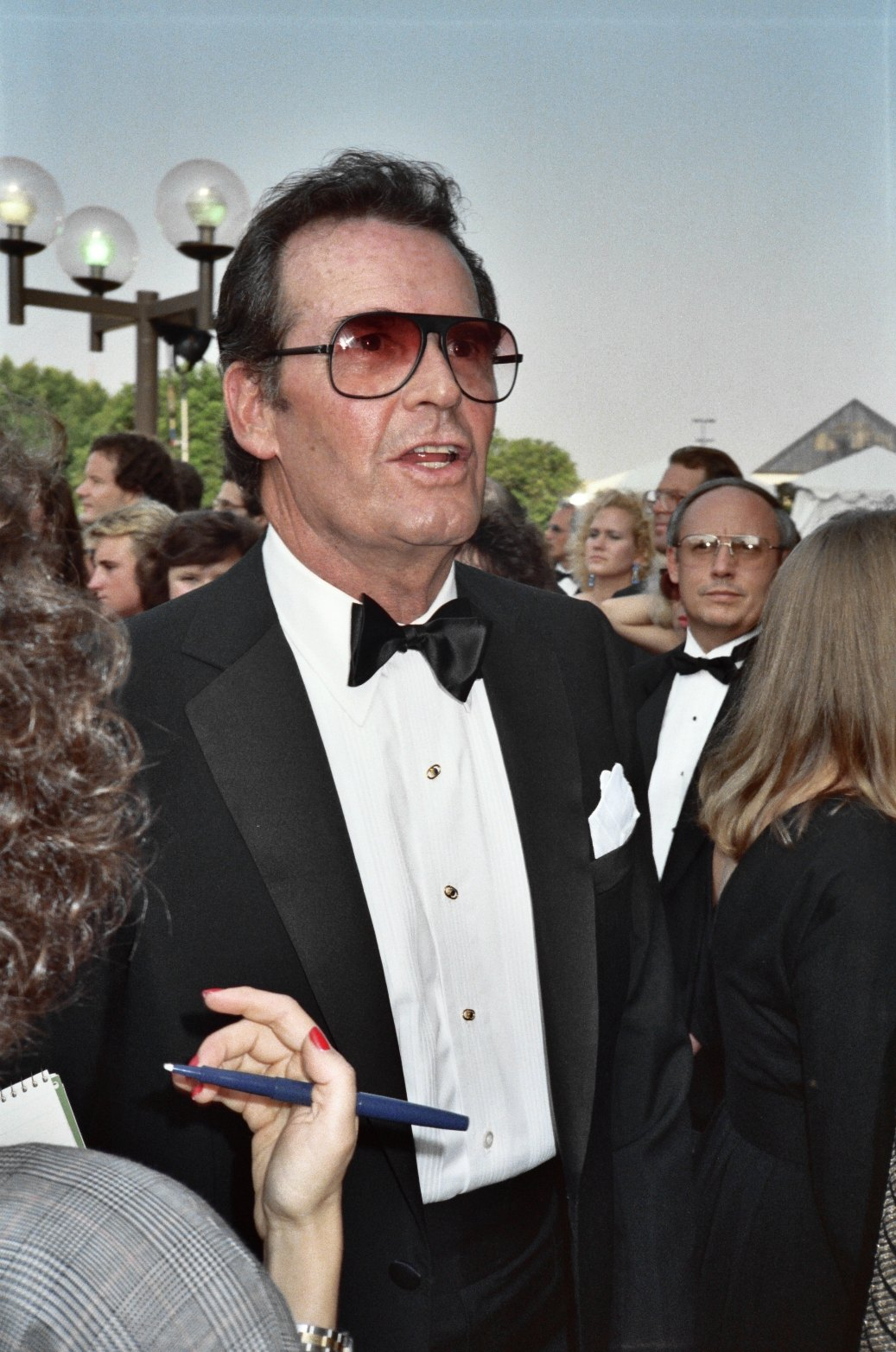
James Garner, actor american

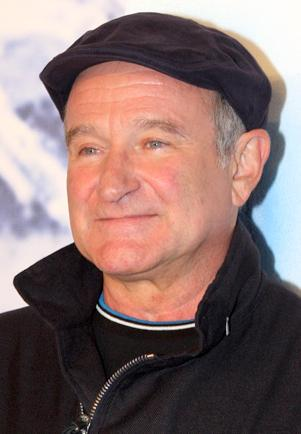
Robin Williams, actor american

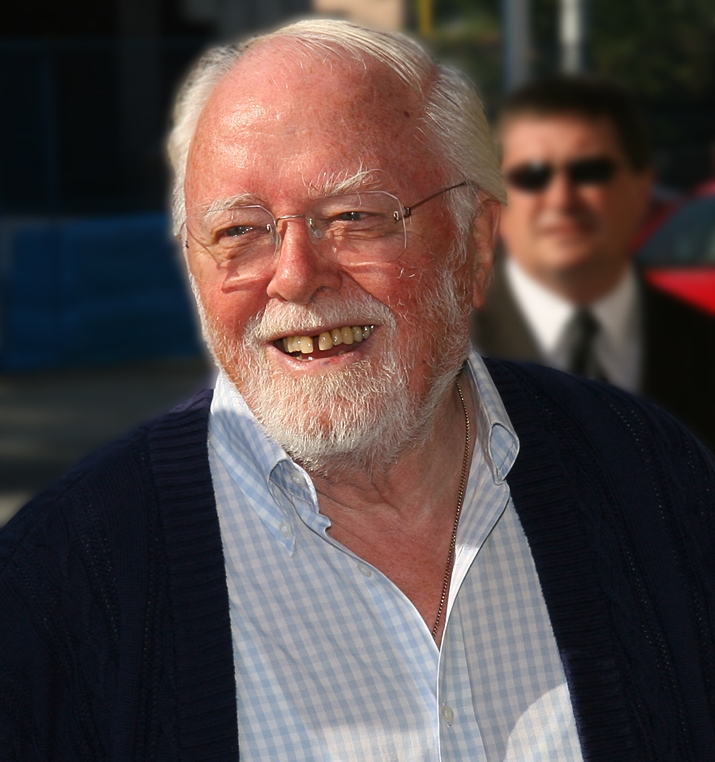
Richard Attenborough, actor, regizor, producător englez

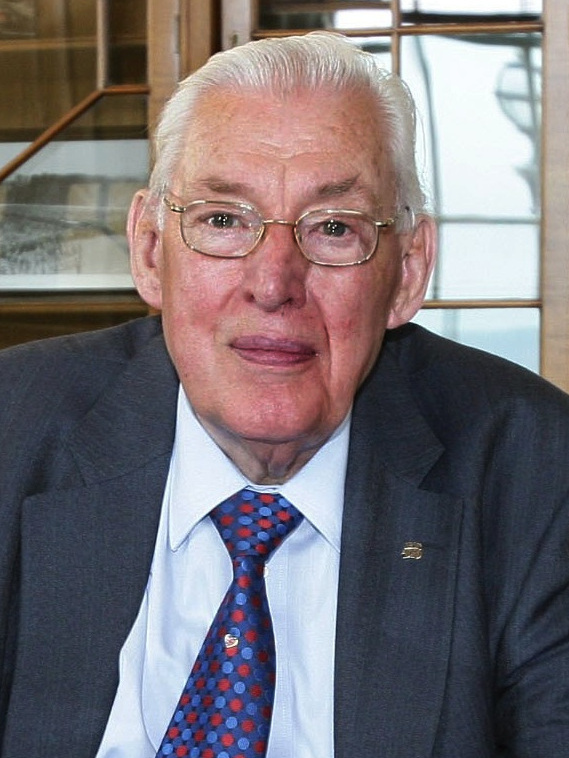
Ian Paisley, politician nord-irlandez

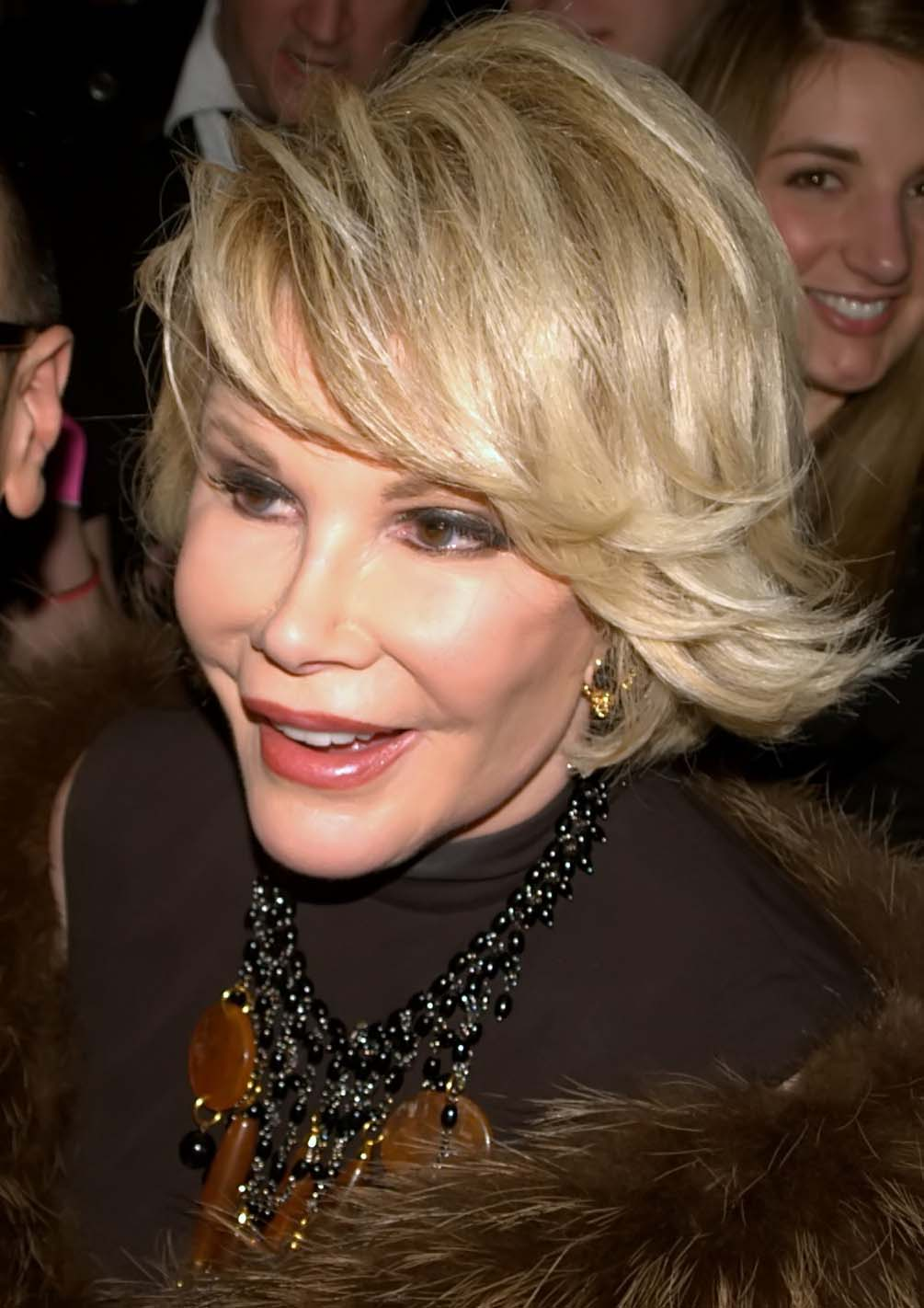
Joan Rivers, actriță americană

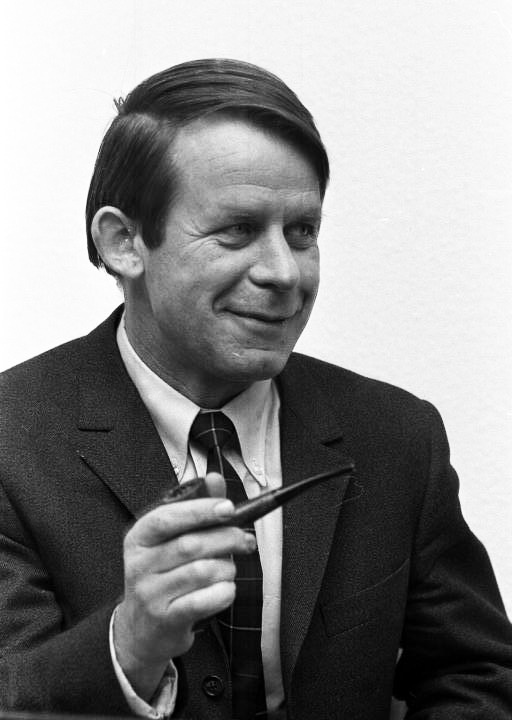
Siegfried Lenz, scriitor german

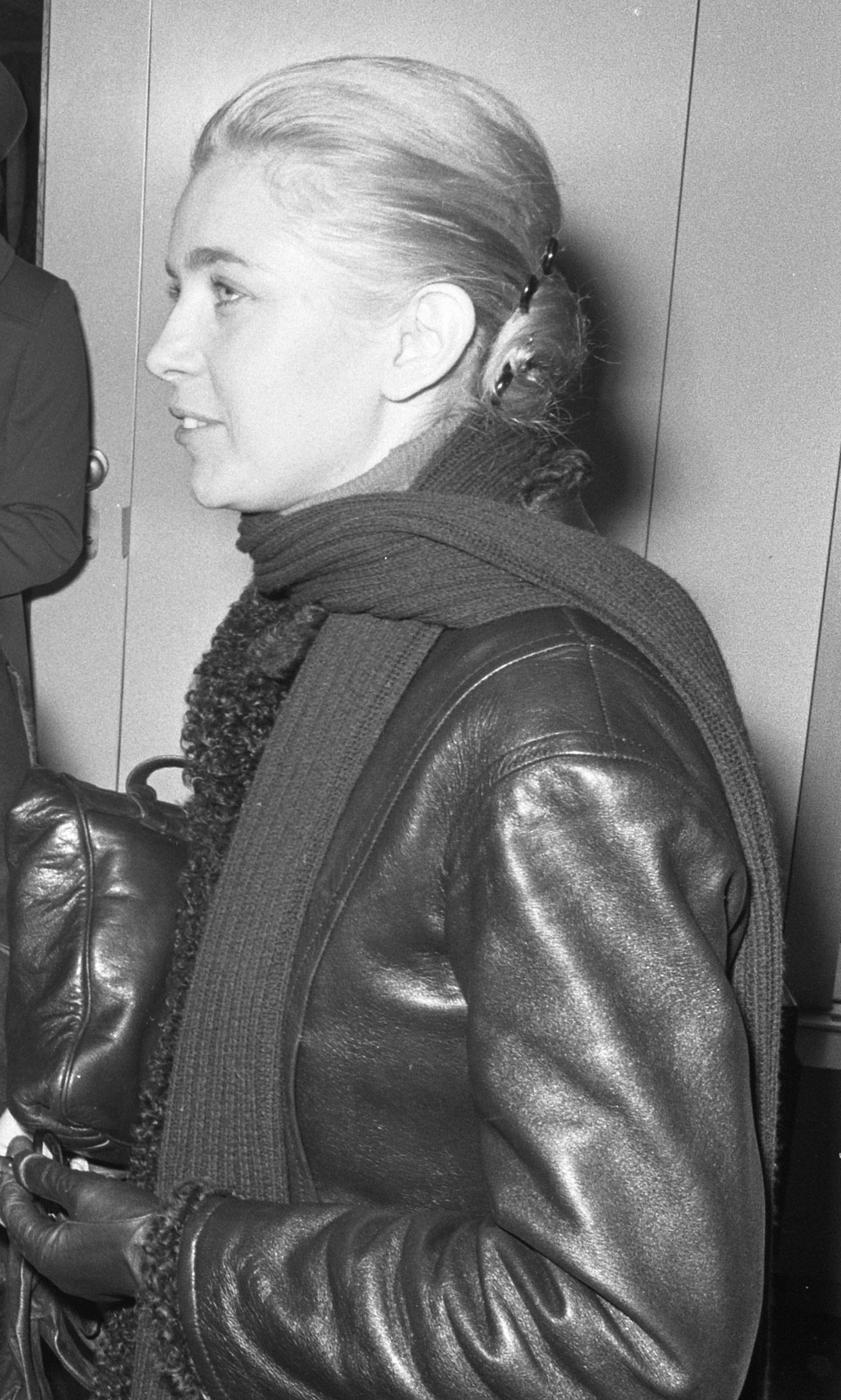
Marie Dubois, actriță franceză

John Spencer-Churchill, al 11-lea Duce de Marlborough

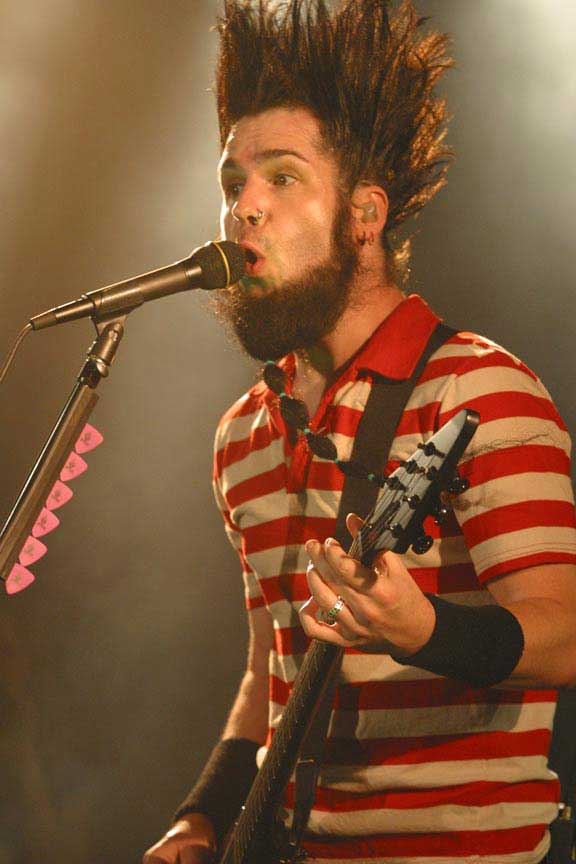
Wayne Static, muzician american

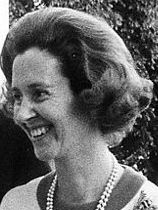
Regina Fabiola a Belgiei

### Ianuarie
- 1 ianuarie: Traian T. Coșovei, 59 ani, poet român (n. 1954)
- 1 ianuarie: Josep Seguer Sans, 90 ani, fotbalist spaniol (n. 1923)
- 5 ianuarie: Eusébio (Eusébio da Silva Ferreira), 71 ani, fotbalist portughez (atacant) de etnie mozambicană (n. 1942)
- 5 ianuarie: Brian Hart, 77 ani, pilot englez de Formula 1 (n. 1936)
- 6 ianuarie: James Moorhouse, politician britanic (n. 1924)
- 7 ianuarie: Emiel Pauwels, 95 ani, atlet belgian (n. 1918)
- 9 ianuarie: Amiri Baraka, 79 ani, scriitor și critic muzical afroamerican (n. 1934)
- 9 ianuarie: Lorella De Luca, 73 ani, actriță de film și televiziune italiană (n. 1940)
- 9 ianuarie: Dale T. Mortensen, 74 ani, economist american, laureat al Premiului Nobel (2010), (n. 1939)
- 9 ianuarie: Marc Yor, 64 ani,  matematician francez (n. 1949)
- 11 ianuarie: Vugar Gașimov, 27 ani, mare maestru azer de șah (n. 1986)
- 11 ianuarie: Ariel Sharon, 85 ani, general și politician israelian, prim-ministru al Israelului (2001-2006), (n. 1928)
- 11 ianuarie: Mora Windt-Martini, 77 ani, handbalistă română de etnie germană (n. 1937)
- 12 ianuarie: Halet Çambel, 97 ani, arheologă și scrimeră olimpică turcă (n. 1916)
- 13 ianuarie: Mișu Fotino (Mihai Matei Fotino), 83 ani, actor român (n. 1930)
- 14 ianuarie: Dumitru Fusu, 75 ani, actor și regizor moldovean (n. 1938)
- 16 ianuarie: Hiroo Onoda, 91 ani, soldat japonez (n. 1922)
- 16 ianuarie: Hal Sutherland, 84 ani, animator și pictor american (n. 1929)
- 17 ianuarie: Cornelia Lucia Lepădatu, 60 ani, deputat român (2000-2004), (n. 1953)
- 19 ianuarie: Gordon Hessler, 83 ani, director de film, scenarist și producător britanic (n. 1930)
- 20 ianuarie: Claudio Abbado, 80 ani, muzician și dirijor italian (n. 1933)
- 20 ianuarie: Adrian Iovan, 55 ani, pilot de aviație român (n. 1959)
- 21 ianuarie: Tony Crook, 93 ani, pilot britanic de Formula 1 (n. 1920)
- 21 ianuarie: Georgi Slavkov, 55 ani, fotbalist bulgar (atacant), (n. 1958)
- 23 ianuarie: Alexandru Andriescu, 88 ani, critic literar român (n. 1926)
- 24 ianuarie: Shulamit Aloni, 85 ani, politician israelian (n. 1928)
- 25 ianuarie: Bohdan Poręba, 79 ani, regizor polonez (n. 1934)
- 26 ianuarie: Cicerone Ionițoiu, 89 ani, activist civic și memorialist român (n. 1924)
- 26 ianuarie: José Emilio Pacheco, 74 ani, poet mexican (n. 1939)
- 27 ianuarie: Peter Seeger (aka Pete), 94 ani, muzician, compozitor, activist, prezentator TV, american (n. 1919)
- 28 ianuarie: Frédéric Bruly Bouabré, 91 ani, artist din Coasta de Fildeș (n. 1923)
- 30 ianuarie: Arthur Rankin Jr., 89 ani, producător, scenarist și regizor american (n. 1924)
- 31 ianuarie: Mărioara Murărescu, 66 ani, realizatoare română de programe TV (n. 1947)

### Februarie
- 1 februarie: Luis Aragones (José Luis Aragonés Suárez), 75 ani, fotbalist (atacant) și antrenor spaniol (n. 1938)
- 1 februarie: Maximilian Schell, 83 ani, actor austriac (n. 1930)
- 1 februarie: Luis Aragonés, fotbalist spaniol (n. 1938)
- 2 februarie: Philip Seymour Hoffman, 46 ani, actor și regizor american (n. 1967)
- 3 februarie: Mircea Grosaru, 61 ani, deputat român (n. 1952)
- 4 februarie: Ștefan Stoica (senator), 38 ani, senator român (n. 1976)
- 6 februarie: Maxine Kumin, 88 ani, scriitoare americană (n. 1925)
- 6 februarie: Andy Z. Lehrer, 83 ani, entomolog român (n. 1930)
- 6 februarie: Vaçe Zela, 74 ani, cântăreață albaneză (n. 1939)
- 8 februarie: Maicon (Maicon Pereira de Oliveira), 25 ani, fotbalist brazilian (atacant), (n. 1988)
- 8 februarie: Dan Constantin Stavarache, 77 ani, opozant al regimului comunist, român (n. 1936)
- 10 februarie: Shirley Jane Temple, 85 ani, actriță americană de film și politiciană (n. 1928)
- 11 februarie: Vasile Pentelei, 67 ani, economist din R. Moldova (n. 1947)
- 12 februarie: Sid Caesar (Isaac Sidney Caesar), 91 ani, actor evreu-american de film și TV (n. 1922)
- 15 februarie: Cliff Bole, 76 ani, regizor de televiziune americano-canadian (n. 1937)
- 15 februarie: Ioan Ciosescu, 87 ani, fotbalist român (n. 1934)
- 18 februarie: Nelson Frazier jr., 43 ani, wrestler profesionist și actor american (n. 1972)
- 18 februarie: Ruxandra Sireteanu, 70 ani, actriță română (n. 1943)
- 18 februarie: Ruxandra Sireteanu, actriță română (n. 1943)
- 20 februarie: Victor Gațac, 80 ani, folclorist și etnolog rus (n. 1933)
- 20 februarie: Ihor Kostenko, 22 ani, jurnalist și activist ucrainean (n. 1991)
- 21 februarie: Marica Bălan, 77 ani, actriță română de teatru și film (n. 1936)
- 23 februarie: Alice Herz-Sommer, 110 ani, pianistă și profesoară de muzică de etnie evreiască (n. 1903)
- 24 februarie: Nicolae Herlea (n. Niculae Herle), 86 ani, bariton român (n. 1927)
- 24 februarie: Harold Ramis, 69 ani, actor și regizor american (n. 1944)
- 25 februarie: Emil Simon, 77 ani, dirijor și compozitor român (n. 1936)
- 26 februarie: Sorel Etrog, 80 ani, sculptor canadian de etnie evreiască (n. 1933)
- 27 februarie: Aaron Allston, 53 ani, designer și romancier american (n. 1960)
- 28 februarie: Valentin Dânga, 62 ani, compozitor din R. Moldova (n. 1951)

### Martie
- 1 martie: Philippe Ebly, 93 ani, scriitor belgian (n. 1920)
- 1 martie: Alain Resnais, 91 ani, regizor francez de film (n. 1922)
- 1 martie: Alexandru-Viorel Vrânceanu, 87 ani, profesor de silvicultură român (n. 1927)
- 3 martie: William R. Pogue, 84 ani, astronaut american (n. 1930)
- 4 martie: Elaine Kellett-Bowman, 89 ani, politician britanic (n. 1924)
- 8 martie: Alan Rodgers, 54 ani, scriitor american de literatură SF (n. 1959)
- 8 martie: Larry Scott, 75 ani, culturist profesionist⁠ IFBB american (n. 1938)
- 10 martie: Stephen Fischer-Galați, 89 ani, istoric american de etnie română (n. 1924)
- 11 martie: Doru Tureanu, 60 ani, sportiv român (hochei pe gheață), (n. 1954)
- 12 martie: Florin Șlapac, 61 ani, poet român (n. 1952)
- 13 martie: Ahmad Tejan Kabbah, 82 ani, al 3-lea președinte al statului Sierra Leone (1996-1997 și 1998-2007), (n. 1932)
- 13 martie: Aureliu Manea, 69 ani, regizor român de teatru (n. 1945)
- 14 martie: Roger K. Leir, 79 ani, medic și ufolog american (n. 1934)
- 15 martie: Reșat Amet (Reșat Ametov Medatoviç), 39 ani, erou-martir care a militat pentru cauza etnicilor tătari din Crimeea (n. 1975)
- 15 martie: Scott Asheton (Scott Randolph Asheton), 64 ani, muzician american (The Stooges), (n. 1949)
- 15 martie: Sorin Ioan, 59 ani, general român (n. 1954)
- 18 martie: Lucius Shepard, 66 ani, scriitor american (n. 1943)
- 18 martie: Dokka Umarov, 49 ani, militant islamist cecen (n. 1964)
- 19 martie: Ernest Mühlen, 87 ani, om politic luxemburgez, membru al Parlamentului European (1984-1989), (n. 1926)
- 19 martie: Fred Waldron Phelps, 84 ani, pastor american (n. 1929)
- 20 martie: Hilderaldo Luiz Bellini, 83 ani, fotbalist brazilian de etnie italiană (n. 1930)
- 23 martie: Adolfo Suárez González, 81 ani, prim-ministru al Spaniei (1976-1981), (n. 1932)
- 24 martie: Jean-François Mattéi, 73 ani, scriitor francez (n. 1941)
- 24 martie: Gheorghe Oprea, 72 ani, folclorist, muzicolog și pedagog din România (n. 1942)
- 27 martie: Augustin Pax Deleanu, 69 ani, fotbalist român (n. 1944)
- 27 martie: James R. Schlesinger, 85 ani, economist și funcționar public⁠ american (n. 1929)
- 28 martie: Avraham Yaski, 86 ani, arhitect israelian, născut în Basarabia (n. 1927)
- 31 martie: Frankie Knuckles, 59 ani, DJ, producător muzical și remixer american (n. 1955)

### Aprilie
- 1 aprilie: Dumitru Chepețan (n. Dimitrie Chepețeanu), 85 ani, interpret român de muzică populară din zona Banatului (n. 1929)
- 1 aprilie: Jacques Le Goff, 90 ani, istoric francez (n. 1924)
- 2 aprilie: Teodor Șișianu, 80 ani, academician din R. Moldova (n. 1933)
- 3 aprilie: Andrei Bodiu, 48 ani, poet român (n. 1965)
- 3 aprilie: Michael, Prinț al Prusiei, 74 ani, membru al Casei de Hohenzollern și scriitor german (n. 1940)
- 3 aprilie: Michael, scriitor german (n. 1940)
- 3 aprilie: Tommy Lynn Sells, 49 ani, criminal în serie⁠ american (n. 1964)
- 4 aprilie: Miruna Boruzescu (n. Mirela Popescu), 68 ani, costumieră română (n. 1945)
- 4 aprilie: Gavril Iosif Chiuzbaian, 69 ani, jurist și om politic român (n. 1945)
- 5 aprilie: John Pinette, 50 ani,  comic și actor american (n. 1964)
- 6 aprilie: Domenico Mennitti, 74 ani, politician italian (n. 1939)
- 6 aprilie: Mickey Rooney (n. Joseph Yule, jr.), 93 ani, actor american (n. 1920)
- 7 aprilie: Crăciun Floruța, 73 ani, deputat român (1992-1996), (n. 1941)
- 7 aprilie: Răducu Ițcuș, 69 ani, actor român de teatru și film (n. 1944)
- 8 aprilie: Ghiță Licu, 68 ani, handbalist român (n. 1945)
- 8 aprilie: The Ultimate Warrior (n. James Brian Hellwig), 55 ani, wrestler american (n. 1959)
- 9 aprilie: Gherasim Cristea, 99 ani, episcop român (n. 1914)
- 13 aprilie: Zinovii Stolear, 90 ani,  muzicolog, critic muzical, publicist și profesor sovietic și moldovean de etnie evreiască (n. 1924)
- 13 aprilie: Rafał Jerzy Sznajder, 41 ani, scrimer polonez (n. 1972)
- 14 aprilie: Mugur Geu, 45 ani, scriitor și jurnalist român (n. 1969)
- 14 aprilie: Armando Peraza, 89 ani, muzician cubanez (n. 1924)
- 15 aprilie: Nina Cassian (n. Renée Annie Cassian), 89 ani, poetă, eseistă și traducătoare română (n. 1924)
- 17 aprilie: Gabriel García Márquez, 87 ani, scriitor columbian, laureat al Premiului Nobel (1982), (n. 1927)
- 17 aprilie: Dimitrie D. Stancu, 87 ani, matematician român (n. 1927)
- 18 aprilie: Stela Cemortan, 72 ani, pedagogă din R. Moldova (n. 1941)
- 18 aprilie: Mioara Cremene, 90 ani, poetă, scriitoare și eseistă română (n. 1923)
- 18 aprilie: Nadya Nozharova, 97 ani, solistă bulgară de operetă (n. 1916)
- 19 aprilie: Diomid Gherman, 86 ani, medic din R. Moldova (n. 1928)
- 20 aprilie: Rubin Carter (aka Uraganul), 76 ani, boxer profesionist americano-canadian (n. 1937)
- 23 aprilie: Yozo Aoki, 85 ani, fotbalist japonez (n. 1929)
- 24 aprilie: Tadeusz Różewicz, 92 ani, dramaturg polonez (n. 1921)
- 24 aprilie: Constanța Târțău, 83 ani, actriță din Republica Moldova și prima prezentatoare la TV din Chișinău (1958), (n. 1930)
- 25 aprilie: Vasile Siminel, 92 ani, academician din R. Moldova (n. 1921)
- 25 aprilie: Tito Vilanova (n. Francesc Vilanova i Bayó), 45 ani, fotbalist și antrenor spaniol (n. 1968)
- 26 aprilie: Petre Bokor, 73 ani, regizor român (n. 1940)
- 27 aprilie: George Astaloș, 80 ani, dramaturg și scriitor francez de etnie română (n. 1933)
- 27 aprilie: Vujadin Boškov, 82 ani, fotbalist și antrenor sârb (n. 1931)
- 27 aprilie: Vasco Graça Moura, 72 ani, politician portughez (n. 1942)
- 29 aprilie: Iveta Bartošová, 48 ani, cântăreață, actriță și celebritate cehă (n. 1966)
- 29 aprilie: Reuven Tzvi Feuerstein, 92 ani, psiholog israelian (n. 1921)
- 29 aprilie: Bob Hoskins (n. Robert William Hoskins), 71 ani, actor britanic câștigător al premiului Globul de Aur (1987), (n. 1942)
- 29 aprilie: Ioana Cristache Panait, 81 ani, cercetător român (n. 1932)
- 30 aprilie: Costică Bulai, 87 ani, jurist român (n. 1926)

### Mai
- 1 mai: Andrei Călărașu, 91 ani, regizor român de film (n. 1922)
- 2 mai: Andrey Korneyev, 40 ani, înotător rus (n. 1974)
- 3 mai: Gary Stanley Becker, 83 ani, economist american de etnie evreiască (n. 1930)
- 3 mai: Olga Hudlická, 87 ani,  fiziologă ceho-britanică (n. 1926)
- 4 mai: Elena Baltacha, 30 ani, jucătoare britanică de tenis, de etnie ucraineană (n. 1983)
- 4 mai: Vichentie Nicolaiciuc, 70 ani, deputat român (1996-2000), (n. 1943)
- 4 mai: Al Pease, 92 ani, pilot canadian de Formula 1 (n. 1921)
- 4 mai: Tatiana Samoilova, 80 ani, actriță de teatru și film, sovietică (n. 1934)
- 4 mai: Tony Settember, 87 ani, pilot american de Formula 1 (n. 1926)
- 6 mai: William H. Dana, 83 ani, inginer aeronautic american (n. 1930)
- 6 mai: Farley McGill Mowat, 92 ani, scriitor canadian (n. 1921)
- 6 mai: Mihai Sin, 71 ani, scriitor român (n. 1942)
- 7 mai: Marin Cristea, 79 ani, deputat român (1996-2000), (n. 1934)
- 7 mai: Tony Genaro, 71 ani, actor american de film (n. 1942)
- 7 mai: Nazim Al-Haqqani, 92 ani, lider spiritual al ramurii Naqshbandiyyah Haqqani din confreria sufistă Naqshbandiyyah. (n. 1922)
- 8 mai: Pierre Barbéris, 88 ani, critic literar francez (n. 1926)
- 11 mai: Marcel Bon, 89 ani, farmacolog, botanist, micolog și profesor universitar francez (n. 1925)
- 11 mai: Margareta Pogonat, 81 ani, actriță română (n. 1933)
- 12 mai: Cornell Borchers (n. Gerlind Borchers), 89 ani, actriță germană (n. 1925)
- 12 mai: Jacinto Convit Garcia, 100 ani, medic venezuelean și om de știință (n. 1913)
- 12 mai: H. R. Giger, 74 ani, artist elvețian (n. 1940)
- 13 mai: Mihail Grămescu, 63 ani, scriitor și editor român (n. 1951)
- 13 mai: Anthony Villanueva, 69 ani, boxer filipinez (n. 1945)
- 15 mai: Jean-Luc Dehaene, 73 ani, prim-ministru al Belgiei (1992–1999), (n. 1940)
- 18 mai: Lykourgos Angelopoulos, 72 ani, muzicolog grec (n. 1941)
- 18 mai: Dobrica Ćosić, 92 ani, scriitor, teoretician politic și politician sârb (n. 1921)
- 18 mai: Radu Florescu, 88 ani, istoric și profesor universitar american de etnie română (n. 1925)
- 18 mai: Radu Florescu, istoric (n. 1925)
- 18 mai: Jerry Vale, 83 ani,  actor și cântăreț american (n. 1930)
- 19 mai: Jack Brabham, 88 ani, pilot australian de Formula 1 (n. 1926)
- 19 mai: Hans Adam Schneider, 84 ani, inginer chimist, cercetător și profesor universitar român (n. 1929)
- 21 mai: Theodor Grigoriu, 87 ani, compozitor și muzicolog român (n. 1926)
- 21 mai: Jaime Ramon Lusinchi, 89 ani, președinte al statului Venezuela (1984–1989), (n. 1924)
- 23 mai: Elliot Rodger (Elliot Oliver Robertson Rodger), 22 ani, criminal american (n. 1991)
- 23 mai: Ion Cupen, 73 ani,  jurnalist sportiv român (n. 1941)
- 25 mai: Wojciech Witold Jaruzelski, 90 ani, președinte al Poloniei (1989-1990), (n. 1923)
- 25 mai: Robert Steinberg, 92 ani, matematician din R. Moldova de etnie evreiască (n. 1922)
- 26 mai: Ervant Nicogosian, 85 ani, pictor român de etnie armeană (n. 1928)
- 28 mai: Maya Angelou (n. Marguerite Ann Johnson), 86 ani, poetă americană (n. 1928)
- 31 mai: Eugen Gladun, 78 ani, medic și politician din R. Moldova (n. 1936)
- 31 mai: Eugeniu Gladun, politician moldovean (n. 1936)

### Iunie
- 1 iunie: Ion Deleanu, 77 ani, jurist român  (n. 1937)
- 1 iunie: Dolphi Drimer, 79 ani, șahist român (n. 1934)
- 1 iunie: Timofei Moșneaga, 82 ani, ministru al sănătății din R. Moldova (n. 1932)
- 2 iunie: Anatol Grințescu, 74 ani, sportiv român (polo pe apă), (n. 1939)
- 4 iunie: Nicolae Simescu, 81 ani, politician român (n. 1933)
- 5 iunie: Rolf Hachmann, 96 ani, istoric german (n. 1917)
- 5 iunie: Elisabeta Lazăr (schimonahie), 44 ani, schimonahie de la Mănăstirea Pasărea (n. 1970)
- 7 iunie: Fernandão (n. Fernando Lúcio da Costa), 36 ani, fotbalist brazilian (atacant), (n. 1978)
- 7 iunie: Clara Schroth, 93 ani, sportivă americană (gimnastică artistică), (n. 1920)
- 7 iunie: David Tîșler, 86 ani, scrimer sovietic (n. 1927)
- 8 iunie: Veronica Lazăr, 75 ani, actriță italiană de etnie română (n. 1938)
- 10 iunie: Sanine Nalbandova, 95 ani, actriță tătară crimeeană (n. 1918)
- 15 iunie: Casey Kasem (n. Kemal Amin Kasem), 82 ani, DJ și actor american (n. 1932)
- 15 iunie: Daniel Keyes, 86 ani, autor american (n. 1927)
- 18 iunie: Stephanie Kwolek, 90 ani, chimistă americană (n. 1923)
- 19 iunie: Ibrahim Oyala Touré, 28 ani, fotbalist ivorian (atacant), (n. 1985)
- 20 iunie: Florica Lavric, 52 ani, canotoare română, medaliată olimpic cu aur (1984), (n. 1962)
- 22 iunie: Bruno Zumino, 91 ani, fizician italian (n. 1923)
- 23 iunie: Małgorzata Braunek, 67 ani, actriță de film și de teatru, poloneză (n. 1947)
- 23 iunie: Nancy Garden (n. Antoinette Elisabeth Garden), 76 ani, scriitoare americană (n. 1938)
- 24 iunie: Ramón José Velásquez (n. Ramón José Velásquez Mujica), 97 ani, președinte al Venezuelei (1993-1994), (n. 1916)
- 24 iunie: Eli Wallach, 98 ani, actor american de etnie evreiască (n. 1915)
- 25 iunie: Ana María Matute (n. Ana María Matute Ausejo), 88 ani, scriitoare spaniolă (n. 1925)
- 25 iunie: Ana María Matute Ausejo, scriitoare spaniolă (n. 1925)
- 27 iunie: Nicolae Stroescu-Stînișoară, 88 ani, jurnalist român (n. 1925)
- 27 iunie: Nicolae Stroescu Stînișoară, jurnalist român (n. 1925)
- 29 iunie: Paul Horn, 84 ani, muzician american de jazz (n. 1930)

### Iulie
- 1 iulie: Matei Alexandru, 86 ani, actor român (n. 1927)
- 2 iulie: Viorel Păiș, 72 ani, biolog român (n. 1942)
- 2 iulie: Paul Wild, 88 ani, astronom elvețian (n. 1925)
- 5 iulie: Volodîmîr Sabodan, 78 ani, preot ucrainean (n. 1935)
- 7 iulie: Alfredo Di Stéfano (n. Alfredo Stéfano Di Stéfano Laulhé), 88 ani, fotbalist (atacant) și antrenor argentinian (n. 1926)
- 7 iulie: Eduard Șevardnadze, 86 ani, președinte al Georgiei (1995-2003), (n. 1928)
- 7 iulie: David Abramovici Tîșler, 86 ani, scrimer olimpic rus (n. 1927)
- 8 iulie: Nicolae Nica, 97 ani, artist popular român (n. 1917)
- 9 iulie: Șlomo Leibovici-Laiș, 86 ani, istoric, eseist, publicist și comentator radio, israelian (n. 1927)
- 12 iulie: Emil Bobu, 87 ani, comunist român (n. 1927)
- 12 iulie: Manfred Winkler, 91 ani, poet și traducător israelian de limbă germană și ebraică, evreu bucovinean, originar din România (n. 1922)
- 13 iulie: Thomas louis Berger, 89 ani, scriitor american (n. 1924)
- 13 iulie: Nadine Gordimer, 90 ani, scriitoare sud-africană de etnie evreiască (n. 1923)
- 13 iulie: Lorin Maazel, 84 ani, dirijor, compozitor și violonist american (n. 1930)
- 13 iulie: Thomas Berger, romancier american (n. 1924)
- 14 iulie: Alice Coachman, 90 ani, atletă americană (n. 1923)
- 14 iulie: Vasile Zavoda, 84 ani, fotbalist român (n. 1929)
- 16 iulie: Paul Ryzhenko, 44 ani, pictor rus (n. 1970)
- 16 iulie: Johnny Winter, 70 ani, cântăreț și chitarist american (n. 1944)
- 18 iulie: Alexandru Negoiță, 88 ani, jurist român (n. 1926)
- 18 iulie: Dietmar Schönherr, 88 ani, actor austriac de film (n. 1926)
- 19 iulie: Skye McCole Bartusiak, 21 ani, actriță americană de film și TV (n. 1992)
- 19 iulie: James Garner (n. James Scott Bumgarner), 86 ani, actor american (n. 1928)
- 20 iulie: Constantin Lucaci, 91 ani, sculptor român (n. 1923)
- 21 iulie: Pavel Petric, 88 ani, om de stat și diplomat sovietic (n. 1925)
- 23 iulie: Aurel Constantin Ilie, 68 ani, senator român (1996-2000), (n. 1946)
- 23 iulie: Oana Orlea (n. Maria Ioana Cantacuzino), scriitoare franceză de etnie română (n. 1936)
- 23 iulie: Aurel-Constantin Ilie, politician român (n. 1946)
- 25 iulie: Carlo Bergonzi, 90 ani, tenor italian (n. 1924)
- 25 iulie: Bella Kaufman, 103 ani, scriitoare americană de etnie evreiască (n. 1911)
- 26 iulie: Ion Tutoveanu, 99 ani, general român (n. 1914)
- 27 iulie: Christine Oddy, 58 ani, politiciană britanică (n. 1955)
- 28 iulie: Hans Georg Herzog, 99 ani, handbalist român (n. 1915)
- 28 iulie: Alakbar Mammadov, 84 ani, fotbalist sovietic (n. 1930)
- 28 iulie: James Shigeta, 85 ani, actor și cântăreț american de etnie japoneză (n. 1929)
- 31 iulie: Nicolae Bonciocat, 83 ani, electrochimist român (n. 1931)

### August
- 1 august: Szabolcs Imre Cseh, 71 ani, cascador și actor român de etnie maghiară (n. 1942)
- 4 august: Ion Grosu, 75 ani, poet român (n. 1939)
- 4 august: Ion Grosu, scriitor român (n. 1939)
- 5 august: Gheorghe Susarenco, 58 ani, jurist, deputat în Parlamentul Republicii Moldova (n. 1956)
- 8 august: Aurel Cioranu, 84 ani, actor român (n. 1929)
- 8 august: Menahem Golan, 85 de ani, regizor și producător de film, israelian (n. 1929)
- 9 august: J. E. Freeman, 68 ani, actor și poet american (n. 1946)
- 9 august: Ed Nelson, 85 ani, actor american (n. 1928)
- 10 august: Constantin Alexandru, 60 ani, sportiv român (lupte greco-romane), (n. 1953)
- 11 august: Robin Williams (Robin McLaurin Williams), 63 ani, actor american de comedie (n. 1951)
- 12 august: Lauren Bacall (n. Betty Joan Perske), 89 ani, actriță americană de etnie evreiască (n. 1924)
- 12 august: Abel Laudonio, 75 ani, boxer argentinian (n. 1938)
- 13 august: Kurt Tschenscher, 85 ani, fotbalist și arbitru german (n. 1928)
- 15 august: Licia Albanese, 105 ani, solistă americană de operă (soprană), (n. 1909)
- 16 august: Peter Scholl-Latour, 90 ani, jurnalist și publicist german (n. 1924)
- 17 august: Corneliu-Dan Borcia, 71 ani, actor român de teatru și de film (n. 1943)
- 17 august: Dan Hăulică, 82 ani, critic de artă, român (n. 1932)
- 18 august: Růžena Dostálová, 90 ani, filologă, istoric, istoric literar, traducătoare și bizantinologă cehă (n. 1924)
- 18 august: Jim Jeffords, 80 ani, avocat și politician american (n. 1934)
- 19 august: Florian Gheorghe, 61 ani, jucător român de hochei pe gheață (n. 1953)
- 19 august: Samih Al-Qasim, 75 ani, poet palestinian de limba arabă (n. 1939)
- 19 august: Dinu Patriciu (n. Dan Costache Patriciu), 64 ani, politician și om de afaceri român (n. 1950)
- 20 august: Nicolae Balotă, 89 ani, eseist, critic, istoric și teoretician literar român (n. 1925)
- 21 august: Bohumila Grögerová, 93 ani, poetă, poetă experimentală și traducătoare cehă și cehoslovacă (n. 1921)
- 21 august: Toma Popescu, 60 ani, solist român de operă (tenor), (n. 1954)
- 22 august: Renato Mori, 79 ani, actor italian de film și voce (n. 1935)
- 24 august: Richard Samuel Attenborough, 90 ani, actor, regizor, producător și antreprenor britanic (n. 1923)
- 26 august: Jean Cosmos, 91 ani, adaptator dramatic, poet, dramaturg și scenarist francez (n. 1923)
- 27 august: Peret (n. Pedro Pubill i Calaf), 79 ani, cântăreț și chitarist spaniol (n. 1935)
- 28 august: France Anglade, 72 ani, actriță franceză (n. 1942)
- 28 august: Glenn Cornick (Glenn Douglas Barnard Cornick), 67 ani, basist britanic (Jethro Tull), (n. 1947)
- 28 august: Bill Kerr, 92 ani,  actor, comic și artist de vodevil australian (n. 1922)
- 30 august: Shaban Demiraj, albanolog și lingvist albanez (n. 1920)
- 30 august: Andrew V. McLaglen, 94 ani,  regizor de film și de televiziune american de origine britanică (n. 1920)
- 30 august: Ion Oroveanu, 87 ani, scenograf român de teatru și film (n. 1927)
- 30 august: Joseph E. Persico, 84 ani, autor american (n. 1930)
- 31 august: Ștefan Andrei, 83 ani, comunist român (n. 1931)
- 31 august: Jonathan Williams (pilot), 71 ani, pilot englez de Formula 1 (n. 1942)

### Septembrie
- 1 septembrie: Ralf Bendix, 90 ani, cântăreț și compozitor de muzică ușoară german (n. 1924)
- 1 septembrie: Elena Varzi, 87 ani, actriță italiană (n. 1926)
- 2 septembrie: Sándor Rozsnyói, 83 ani, atlet maghiar (n. 1930)
- 4 septembrie: Joan Rivers, 81 ani, comediană, actriță, scriitoare, producătoare și gazdă de televiziune americană (n. 1933)
- 7 septembrie: Yoshiko Yamaguchi, 94 ani, actriță și cântăreață japoneză (n. 1920)
- 8 septembrie: Chiriac Avădanei, 87 ani, inginer român, șef al echipei de proiectare a canalului Dunăre-Marea Neagră și autor al multor altor lucrări de anvergură (n. 1927)
- 9 septembrie: Graham Joyce, 59 ani, scriitor britanic (n. 1954)
- 12 septembrie: Mizzi Locker, 97 ani, solistă de operă, israeliană (n. 1917)
- 12 septembrie: Ian Paisley (n. Ian Richard Kyle Paisley), 88 ani, politician nord-irlandez, membru al Parlamentului European (n. 1926)
- 15 septembrie: Peggy Fenner, 91 ani, politiciană britanică (n. 1922)
- 15 septembrie: Ițhak Hofi, 87 ani, general israelian (n. 1922)
- 15 septembrie: Nicolae Romanov, Prinț al Rusiei, 91 ani (n. 1922)
- 20 septembrie: Polly Bergen (n. Nellie Paulina Burgin), 84 ani, actriță americană (n. 1930)
- 21 septembrie: Nicolai Pomohaci, 83 ani, oenolog român (n. 1930)
- 24 septembrie: Vladimir Kadyshevsky, 77 ani, fizician rus (n. 1937)
- 24 septembrie: Ana María Matute Ausejo, scriitoare spaniolă (n. 1925)
- 25 septembrie: Pedro Aparicio Sánchez, 71 ani, politician spaniol (n. 1942)
- 27 septembrie: Nicolae Angelescu, 82 ani, medic român (n. 1931)
- 28 septembrie: Dannie Abse (n. Daniel Abse), 91 ani, poet britanic (n. 1923)
- 28 septembrie: Ieke van den Burg, 62 ani, politiciană neerlandeză (n. 1952)
- 28 septembrie: Nicolae Mihail Corneanu, 90 ani, mitropolit ortodox al Banatului (n. 1923)
- 28 septembrie: Sheila Faith, 86 ani, politiciană britanică (n. 1928)
- 30 septembrie: Julian Kawalec, 97 ani, scriitor polonez (n. 1916)
- 30 septembrie: Martin Lewis Perl, 87 ani, fizician american (n. 1927)

### Octombrie
- 5 octombrie: Andrea de Cesaris, 55 ani, pilot italian de Formula 1 (n. 1959)
- 7 octombrie: Siegfried Lenz, 88 ani, scriitor german (n. 1926)
- 7 octombrie: George Ziguli, 60 ani, sportiv român (baschet), (n. 1954)
- 8 octombrie: Iuri Borodachi, om de știință, profesor și specialist rus în domeniul tehnologiei informației (n. 1959)
- 9 octombrie: Matthias Koehl, 79 ani, pușcaș marin, politician neonazist și scriitor american (n. 1935)
- 12 octombrie: Florin Tudose, 61 ani, psihiatru român (n. 1952)
- 15 octombrie: Marie Dubois (n. Claudine Huzé), 77 ani, actriță franceză (n. 1937)
- 15 octombrie: Romul Petru Vonica, 82 ani, senator român (1992-1996), (n. 1931)
- 16 octombrie: John Spencer-Churchill, al 11-lea Duce de Marlborough (n. John George Vanderbilt Henry Spencer-Churchill), 88 ani (n. 1926)
- 16 octombrie: Emilia Pavel, 89 ani, etnograf român (n. 1925)
- 17 octombrie: Daisuke Oku, 38 ani, fotbalist japonez (n. 1976)
- 19 octombrie: Florin Mihăescu, 91 ani, inginer și scriitor român (n. 1923)
- 20 octombrie: Mircea Neșu, 74 ani, fotbalist român (n. 1940)
- 21 octombrie: Laurențiu Dumănoiu, 63 ani, voleibalist român (n. 1951)
- 23 octombrie: Tullio Eugenio Regge, 83 ani, fizician italian (n. 1931)
- 23 octombrie: Alan Tyrrell, 81 ani, politician britanic (n. 1933)
- 24 octombrie: Gleb Drăgan, 94 ani, inginer român (n. 1920)
- 24 octombrie: Francis Dov Por, 87 ani, zoolog, hidrobiolog și biogeograf israelian, evreu originar din România (n. 1927)
- 25 octombrie: Reyhaneh Jabbari Malayeri, 25 ani, cetățeană iraniană (n. 1988)
- 27 octombrie: Ștefan Ghidoveanu, 59 ani, scriitor român de literatură SF (n. 1955)
- 27 octombrie: Shin Hae-chul, 46 ani, cântăreț, compozitor si producător muzical, cunoscut ca fiind pionier al rockului coreean experimental (n. 1968)
- 28 octombrie: Grișa Gherghei, 77 ani, scriitor român de origine evreiasca, contemporan (n. 1936)
- 30 octombrie: Olimpia Berca, 81 ani, critic și istoric literar și stilistician român (n. 1933)
- 30 octombrie: Constantin Tănase, 65 ani, jurnalist din R. Moldova (n. 1949)

### Noiembrie
- 1 noiembrie: Ioan Amihăesei, 79 ani, deputat român (1990-1992), (n. 1935)
- 1 noiembrie: Wayne Static (n. Wayne Richard Wells), 48 ani, muzician american (Static-X), (n. 1965)
- 3 noiembrie: Mariam Fakhr Eddine, 81 ani, actriță egipteană (n. 1933)
- 3 noiembrie: Gordon Tullock, 92 ani, economist american (n. 1922)
- 4 noiembrie: Eftimie Luca (n. Victor Luca), 99 ani, episcop român (n. 1914)
- 5 noiembrie: Dorel Dorian, 84 ani, deputat român (1996-2004), (n. 1930)
- 6 noiembrie: Carole Mathews, 94 ani, actriță americană de film (n. 1920)
- 6 noiembrie: Abdelwahab Meddeb, 68 ani, scriitor francez de etnie tunisiană (n. 1946)
- 8 noiembrie: Ivan Ionaș, 57 ani, deputat din R. Moldova (n. 1956)
- 8 noiembrie: Frederick F. Ling, 87 ani, inginer mecanic american de origine chineză (n. 1927)
- 9 noiembrie: Annemarie Buchner, 90 ani, schioara alpină germană (n. 1924)
- 9 noiembrie: Ion Șinca, 64 ani, pictor român (n. 1950)
- 10 noiembrie: Bujor-Bogdan Teodoriu, 61 ani, deputat român (1990-1992), (n. 1953)
- 13 noiembrie: Vasile Anestiade, 86 ani, medic din R. Moldova, specialist în domeniul morfologiei (n. 1928)
- 13 noiembrie: Alexandre Grothendieck, 86 ani, matematician francez (n. 1928)
- 14 noiembrie: Glen Albert Larson, 80 ani, producător american de TV și scenarist (n. 1937)
- 16 noiembrie: Charles Champlin, 88 ani, critic de film și scriitor american (n. 1926)
- 16 noiembrie: Dumitru Corbeanu, 67 ani, profesor și scriitor român (n. 1947)
- 16 noiembrie: Serge Moscovici (n. Strul Herș Moscovici), 89 ani, psiholog francez de etnie evreiască (n. 1925)
- 16 noiembrie: Jadwiga Piłsudska, 94 ani, arhitectă poloneză (n. 1920)
- 19 noiembrie: Mike Nichols (n. Mikhail Igor Peschkowsky), 85 ani, regizor de film, televiziune și teatru, scenarist, producător și comedian american (n. 1931)
- 22 noiembrie: Clara Bagelman, 94 ani, cântăreață americană (n. 1920)
- 22 noiembrie: Cornelia Maria Savu, 60 ani, poetă română (n. 1954)
- 22 noiembrie: Culiță Tărâță, 61 ani, om politic român, președinte al CJ Neamț (2012-2014), (n. 1952)
- 22 noiembrie: Horia Scutaru-Ungureanu, 71 ani, fizician român (n. 1943)
- 26 noiembrie: Sorin Preda, 62 ani, scriitor român (n. 1951)
- 27 noiembrie: P. D. James (n. Phyllis Dorothy James), 96 ani, scriitoare britanică (n. 1920)
- 28 noiembrie: Said Akl, 103 ani, om de cultură libanez, poet și dramaturg (n. 1911)
- 30 noiembrie: Fred Catherwood, 89 ani, om politic britanic (n. 1925)
- 30 noiembrie: Kent Haruf, 71 ani, scriitor american (n. 1943)

### Decembrie
- 3 decembrie: Corneliu Fânățeanu, 81 ani, solist român de operă (tenor), (n. 1933)
- 3 decembrie: Mihai Vasile, 53 ani, jurnalist și formator de talente din România (n. 1961)
- 4 decembrie: Gavril Nagy, 82 ani, sportiv român (polo pe apă), (n. 1932)
- 6 decembrie: Ralph Henry Baer, 92 ani, inventator american, a inventat prima consolă de jocuri video (Magnavox Odyssey), (n. 1922)
- 6 decembrie: Takao Saitō, 85 ani, operator de film și director de imagine, japonez (n. 1929)
- 8 decembrie: Cătălin Chelu, 47 ani, om de afaceri român (n. 1967)
- 8 decembrie: Mango (n. Giuseppe Mango), 60 ani, cântăreț și compozitor italian (n. 1954)
- 8 decembrie: Victor Sanda, 60 ani, deputat român (2004-2008), (n. 1954)
- 9 decembrie: Ion Butmalai, 50 ani, deputat din R. Moldova (n. 1964)
- 10 decembrie: Gavril Creța, 91 ani, inginer român (n. 1923)
- 10 decembrie: Donald Moffitt, 83 ani, autor american  (n. 1931)
- 11 decembrie: Șerban Orescu, 89 ani, jurnalist român (n. 1925)
- 15 decembrie: Nicolae Manea, 60 ani, fotbalist (atacant) și antrenor român (n. 1954)
- 16 decembrie: Maurice Duverger, 97 ani, jurist, sociolog, politolog și politician francez (n. 1917)
- 16 decembrie: Andrei Grigor, 61 ani, prozator și critic literar român (n. 1953)
- 16 decembrie: Horst Ernst Klusch, 87 ani, etnograf român de etnie germană (n. 1927)
- 18 decembrie: Virna Lisi (n. Virna Pieralisi), 78 ani, actriță italiană de film (n. 1936)
- 18 decembrie: Adrian Cristian Petrescu, 77 ani, inginer român (n. 1937)
- 19 decembrie: Philip Charles Bradbourn, 63 ani, om politic britanic (n. 1951)
- 20 decembrie: Erzsébet Ádám (Elisabeta Adam), 67 ani, actriță română de etnie maghiară (n. 1947)
- 21 decembrie: Horacio Ferrer, 81 ani,  poet, textier, recitator, libretist, jurnalist, scriitor și istoric de tango uruguayan (n. 1933)
- 21 decembrie: Udo Jürgens (n. Jürgen Udo Bockelmann), 80 ani, cântăreț și compozitor austriac (n. 1934)
- 21 decembrie: Ludovic Konya, 75 ani, cântăreț de operă (bariton) român (n. 1939)
- 21 decembrie: Stuart A. Reiss, 88 ani, decorator de film, american (n. 1921)
- 22 decembrie: Joe Cocker (n. John Robert Cocker), 70 ani, cântăreț și muzician britanic (n. 1944)
- 22 decembrie: Joseph Sargent (n. Giuseppe Danielle Sorgente), 91 ani, regizor american de film (n. 1925)
- 22 decembrie: Ilie Ștefan, 86 ani, amiral român (n. 1928)
- 23 decembrie: Cornel Diaconu, 65 ani, regizor român (n. 1949)
- 24 decembrie: Jacques Garelli, 83 ani, filosof și poet francez (n. 1931)
- 24 decembrie: Bogdan Mihăilescu, 72 ani, sportiv român (polo pe apă), (n. 1942)
- 26 decembrie: Ioan Godea, 71 ani, etnolog, muzeograf și folclorist român (n. 1943)
- 26 decembrie: Rhodes Reason, 84 ani, actor american (n. 1930)
- 26 decembrie: Leo Tindemans (n. Leonard Clemence Tindemans), 92 ani, om politic belgian, prim-ministru al Belgiei (1974-1978), (n. 1922)
- 27 decembrie: Vlad Gabriel Hogea, 37 ani, publicist și om politic român (n. 1977)
- 29 decembrie: Gheorghe Bistriceanu, 86 ani, economist și profesor universitar român (n. 1928)
- 29 decembrie: André Wohllebe, 52 ani, canoist german (n. 1962)
- 30 decembrie: Ștefan Bertalan, 84 ani, artist plastic român (n. 1930)
- 30 decembrie: Luise Rainer, 104 ani, actriță de film de etnie evreiască (n. 1910)

### Nedatate
- ianuarie: Constantin V. Ostap, 88 ani, inginer și scriitor român (n. 1925)
- februarie: Vittorio Holtier, 68 ani, scenograf român (n. 1945)
- iulie: Hirut Desta, 84 ani,  fiica lui Ras Desta Damtew și a prințesei Tenagnework Haile Selassie și nepoata împăratului Haile Selassie al Etiopiei (n. 1930)
- decembrie: Yukiko Shimazaki, 82 ani, actriță de film și cântăreață japoneză (n. 1931)
- Mihai Doru Dobrescu, 79 ani, deputat român (1992-1996), (n. 1934)
- Cornelia Gabriela Elena Radu, 58 ani, deputat român (1996-2000), (n. 1956)
- Septimiu Marius Costin, 68 ani, deputat român în legislatura 1990-1992, începând de la data de 17 februarie 1992, ales în județul Brașov pe listele partidului FSN  (n. 1946)
- Ștefan Stoica (senator), 38 ani, senator din Ialomița (n. 1976)
- Wilfred Gibson, 72 ani, violonist englez  (n. 1925)

## Premii Nobel
- Medicină: John O'Keefe (Regatul Unit), May‐Britt Moser și Edvard I. Moser (Norvegia)
- Fizică: Isamu Akasaki, Hiroshi Amano și Shuji Nakamura (Japonia)
- Chimie: Stefan W. Hell, Eric Betzig și William E. Moerner (SUA)
- Economie: Jean Tirole (Franța)
- Literatură: Patrick Modiano (Franța)
- Pace: Malala Yousafzai și Kailash Satyarthi (India)